# Phoenix (formație)
Phoenix, cunoscută în Occident ca Transsylvania Phoenix, este o formație românească de muzică rock, înființată în anul 1962 la Timișoara.
Phoenix a fost deschizătoare de drumuri în muzica adresată publicului larg în România celei de a doua jumătăți a secolului al XX-lea. Membrii formației au abordat numeroase subgenuri ale rock-ului. Traseul stilistic al formației a pornit de la muzică beat, evoluând spre rock psihedelic și de aici către hard rock, cu un număr de experimente de rock progresiv. În anii 1970, efectele schimbărilor politice din țară asupra vieții culturale au dus la destrămarea multor formații de gen. Între cele care au continuat prin adoptarea unui stil nou, Phoenix a avut una dintre cele mai neașteptate evoluții, dând naștere subgenului rock numit etno rock, inspirat din folclorul românesc autentic.

## Istoria formației

### Perioada beat (1962–1970)
Formația este una dintre primele de muzică rock din România (alături de Uranus, Cometele și alte câteva), numite în epocă „formații de chitare electrice”. Ca în cazul altor grupuri apărute în acei primi ani, modelul urmat a fost cel propus de formația britanică The Shadows, care îl acompaniază pe cântărețul Cliff Richard în filmul Tinerii (The Young Ones, 1961). Titulatura inițială a fost „Sfinții”, schimbată în „Phoenix” la propunerea chitaristului Claudiu Rotaru, pentru a evita conflicte cu autoritățile vremii.
Anul înființării Phoenix este 1961, grupul făcându-și debutul un an mai târziu. Primii ani au fost mai curând o fază de experimentare a noului gen muzical, în plină dezvoltare și în Vest, practicile formațiilor din invazia britanică (The Beatles, The Rolling Stones) fiind inițial imitate. Aportul componistic al muzicienilor Phoenix este redus, repertoriul fiind majoritar alcătuit din versiuni cover ale unor piese scrise de formațiile vestice amintite.
Prima compoziție proprie a fost piesa „Știu că mă iubești și tu”, înregistrată la radio în 1964. Din anul următor datează alte două înregistrări („Bun e vinul ghiurghiuliu” și „Pădure, pădure”), care erau și primele melodii din rock-ul românesc inspirate din folclor. Acestea două se mai păstrează încă în arhiva Radio România.

### Perioada blues.Țiganiada(1970–1971)
Imediat după plecarea solistului Moni Bordeianu în Statele Unite ale Americii, formația Phoenix a fost interzisă pe plan local pentru mai bine de un an. Agenția Română de Impresariat Artistic (ARIA) nu mai avea voie să facă turnee cu ei, iar la Radio și la Televiziune nu s-au mai difuzat înregistrările avându-i ca protagoniști. Claudiu Rotaru se retrăsese din formație, astfel încât din vechea componență mai rămăseseră doar Nicu Covaci, Dorel Vintilă Zaharia, Béla Kamocsa și Günther Reininger.
Urmează o scurtă perioadă în care formația cântă mai multe piese blues rock, în majoritate compoziții de-ale lui Günther Reininger, cu text în limba engleză. Acesta era solist vocal, cântând totodată și la pian. Formația dădea reprezentații în fiecare sâmbătă seara, la clubul PM6 din Timișoara. Cu un repertoriu asemănător s-au prezentat și la Festivalul Studențesc din 1970, organizat la Sala Palatului din București, dar impresia lăsată nu a fost extraordinară. De asemenea, au participat și la un concert de binefacere, ținut pentru sprijinirea victimelor inundațiilor din mai 1970.
O altă experiență notabilă din această perioadă a fost realizarea unui concert la Casa de Cultură a Studenților din Timișoara, în care secțiunea ritmică a fost susținută de către doi toboșari: Dorel Vintilă Zaharia și Eugen Gondi, la ora aceea un toboșar de jazz virtuoz, recunoscut în țară. Primul a preluat metrica și fluxul pieselor, în timp ce al doilea a realizat break-urile și percuția. 
„Chiar și un schimb de cinele era împărțit între cei doi astfel încât nici unul dintre ei să nu lovească de două ori la rând și să alterneze în lovituri. (...) Doi toboșari, având o anumită inerție, nu puteau nici să accelereze, nici să tragă, așa cum ar fi făcut-o unul singur.”—Nicolae Covaci
În vara anului 1970, formația a susținut recitaluri la Hotelul Europa din Eforie Nord, în toamnă survenind noi schimbări în componența formației. Pleacă Béla Kamocsa, fiind înlocuit de către liderul formației cu Zoltán Kovács (fost component al grupului Clasicii). În noiembrie–decembrie este cooptat în formație și Mircea Baniciu. Împreună încep repetiții cu piese din repertoriul formației.
În același timp, în decembrie 1970, Victor Cârcu reușește să îi convingă pe membrii formației să participe la realizarea piesei de teatru Țiganiada a lui Ioan Budai-Deleanu. Fiecare primise un rol, inclusiv textierii și oamenii apropiați formației, unii trebuind să și cânte la un moment dat. 
„Toți cei din clanul Phoenix participau la piesă, toți deveniseră actori, dar nu trebuiau să facă altceva decât să se joace pe ei înșiși, sinceri, așa cum erau, plini de sarcasm, de cinism, plini de inventivitate și spontaneitate, plini de umor. Montarea a fost o lovitură de geniu dată celor consacrați în acea vreme.”—Nicolae Covaci
Turneul care a urmat, între decembrie 1970 și ianuarie 1971, a fost încununat de un real succes. Mulți dintre spectatori, neînțelegând faptul că membrii formației participau doar în piesă, au făcut presiuni pentru a obține un minirecital Phoenix la sfârșitul piesei, ceea ce s-a și întâmplat.
Ulterior acestui turneu teatral a fost cooptat Liviu Butoi, care cânta la flaut și la oboi. Au fost susținute o serie de concerte cu ARIA. Din această perioadă datează melodiile „Dorința”, „Amintește-ți”, „Niciodată” și, probabil, „Te întreb pe tine, soare...”. De asemenea compun noi piese cu filon folcloric, încercând să-și creeze un stil specific.
Participă la cea de-a doua ediție a Festivalului „Club A”, în mai 1971. Cu mai multe piese de folclor arhaic, aproape toți membrii obțin premii individuale pe instrumente.
Vara anului 1971 aduce plecarea lui Zoly Kovács și a lui Dorel Vintilă, în locul cărora au fost cooptați Josef Kappl (fost membru Clasic XX), respectiv Cornel Liuba (Țulă), un fost elev de-al lui Pilu Ștefanovici.
În noiembrie, Liuba este înlocuit cu Costin Petrescu (fost component Olympic '64), astfel grupul stabilizându-se la formula care a creat imaginea noului Phoenix etno-rock, formula de aur a grupului, care a dat discurile cele mai spectaculoase ale formatiei, rămase peste mulți ani în memoria publicului. Componența era: Nicu Covaci, Mircea Baniciu, Ioji Kappl, Costin Petrescu, Valeriu Sepi.
Directivele lui Nicolae Ceaușescu, exprimate în iulie 1971, într-o conferință de la Mamaia, privind creația artistică din România, pun în impas multe formații cu repertoriu occidental, nu însă și pe liderul Nicolae Covaci, care se hotărăște să o apuce pe un nou drum.

### Perioada etno-rock (1971–1977)
„În compoziţiile cele mai recente am încercat o îmbinare mai pregnantă a folclorului cu elemente specifice muzicii beat, grefate pe tendinţa de a consolida stilul propriu al formaţiei.”—Nicolae Covaci, Informatia Bucureştiului, 20 mai 1970

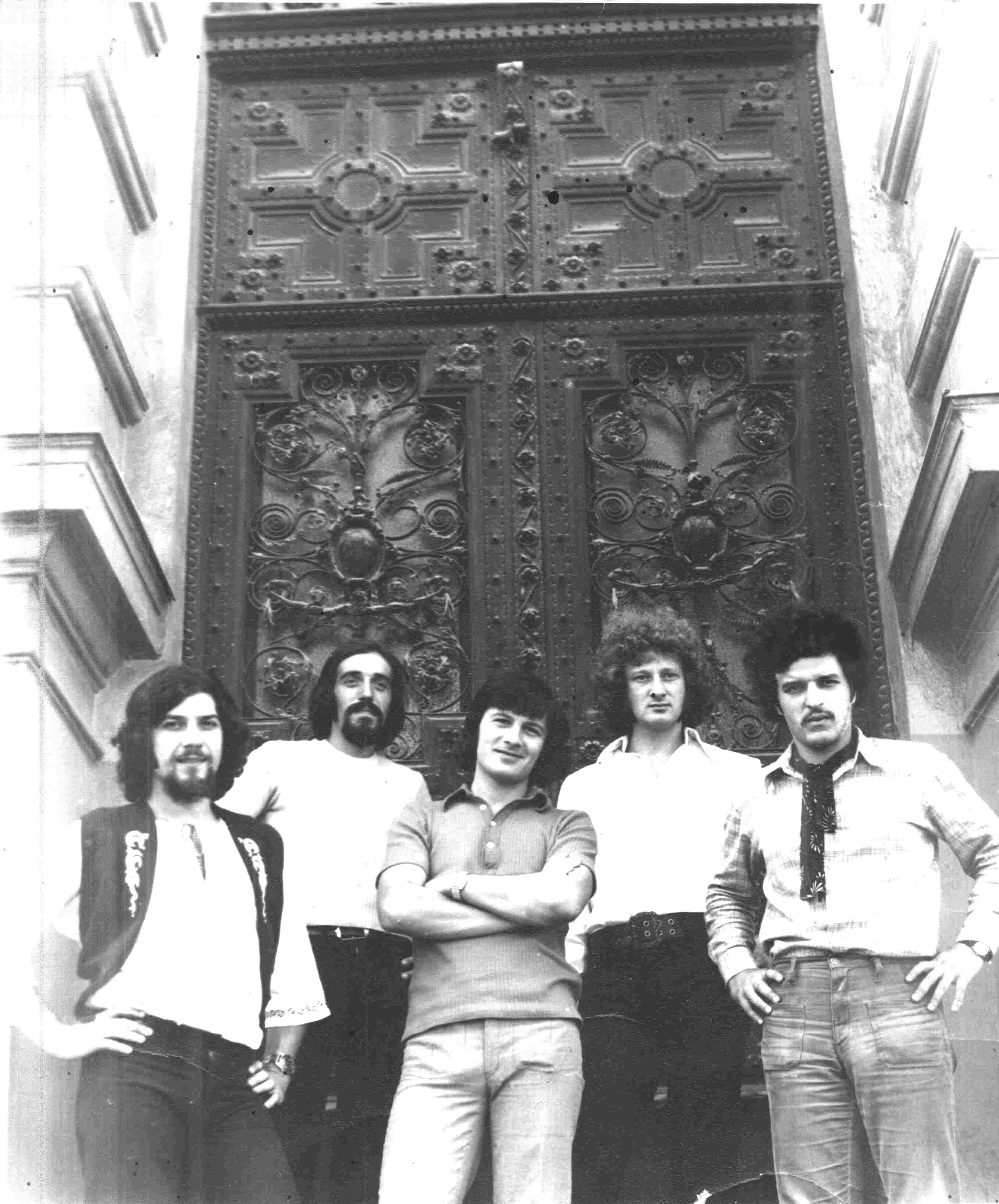
Phoenix în anii 1972–73. De la stânga la dreapta: Nicolae Covaci, Valeriu Sepi, Mircea Baniciu, Josef Kappl și Costin Petrescu.

Încercările de a adapta folclorul românesc prin integrarea elementelor de instrumentație beat au precedat activitatea in acest câmp al formației Phoenix. Dintre acestea, cele mai valoroase (nu doar interpretări fidele ale muzicii populare de către grupuri vocal-instrumentale beat) au fost realizate de formația Olympic '64, care a primit recenzii pozitive, și de Sincron, ale cărei abordări au generat opinii mixte din partea criticilor vremii.
Phoenix a explorat această fuziune de genuri încă din anii '60, dar nu au avut rezultatele scontate de Covaci, ceea ce l-a determinat pe acesta să continue căutările pentru o formulă artistică mai coerentă și autentică. În 1968, liderul formației declara că mai este necesar timp pentru a-și atinge obiectivul într-un mod convingător.
Există două explicații pentru reluarea de către Phoenix a planului de a integra elemente folclorice în muzica lor. Nicu Covaci a declarat de-a lungul timpului că Tezele din iulie 1971 au fost factorul determinant în schimbarea direcției muzicale a formației. Conform relatărilor lui Mircea Baniciu, motivația lui Covaci de a relua acest plan ar mai fost influențată de o întâlnire cu Ion Iliescu, pe atunci prim-secretar al UTC. Iliescu l-ar fi îndemnat pe Covaci să compună muzică originală românească. 
„După ce eu am plecat în 1970, ei au trebuit să-și schimbe stilul, au primit presiune, presiune de sus. [...] Li s-a spus clar: de ce nu cântați românește? Au fost ei nevoiți să facă prelucrare de folclor arhaic.”—Moni Bordeianu
Phoenix a debutat cu acest nou repertoriu la începutul anului 1971, în cadrul unui curs intitulat "Tradiție și modernism în muzica ușoară", organizat sub egida Universității Populare din Timișoara.. Este de presupus că melodii precum "Negru Vodă" și "Ochii negri, ochi de țigan" făceau parte din repertoriul formației în această perioadă, cea din urmă fiind interpretată la cea de-a doua ediție a Festivalului „Club A”.
În vara anului 1971, la Eforie Nord, Covaci l-a abordat pe Josef Kappl, pe atunci basistul formației Clasic XX, propunându-i să colaboreze la un nou proiect muzical.
„Am discutat și-am discutat, uitând de noțiunea timpului, până când ne-am trezit cu soarele-n cârcă și înconjurați de mulțimea care năvălea pe plajă. Deși eram deja obosiți și somnoroși, știam că totul n-a fost în zadar, pentru că în acea noapte am pus bazele unui nou proiect, care promitea foarte mult!”
Reveniți la Timișoara, Covaci și Kappl s-au dedicat timp de trei luni studiului folclorului românesc, ascultând înregistrări autentice și analizând cărți de specialitate.
„A[m] început cu o serioasă documentare: luni și luni de căutări, audiții de benzi, discuri antologice, o selecție riguroasă a materialului. Am apelat și la specialiștii din cadrul catedrei de folclor a Universității, lectorul Gabriel Manolescu și asistentul Vasile Crețu, care ne-au furnizat indicații valoroase și detalii asupra unor obiceiuri pe care le cunoaștem mai puțin. I-am însoțit în Valea Carașului pentru documentare, la o bază de cercetări folclorice.”—Nicolae Covaci, Drapelul Roşu, 16 ianuarie 1972
Este important, totuși, de menționat că Nicolae Covaci a început să studieze folclorul românesc arhaic înainte de cooptarea lui Josef Kappl în formația Phoenix.
„Vrem ca stilul nostru să fie total bazat pe esența folclorului nostru, în speță cel vechi, pe care îl studiez în această perioadă. Mă folosesc de înregistrări pe bandă ori disc și, mai ales, de materialul cules de centrul de folclor al Universității.”—Nicolae Covaci, Viața studențească, 31 martie 1971
În această perioadă de pregătire a proiectului, Covaci apelează la colegul său Valeriu Sepi, cerându-i ajutor în legătură cu niște elemente de recuzită pentru viitoare concerte; Sepi îi propune introducerea în decor a unor măști populare, goarne și capre care să fie, însă, și funcționale. Astfel, se ajunge la introducerea celebrei capre trase de Sepi.
Proiectul capătă amploare și primește, din partea lui Victor Cârcu, numele Cei ce ne-au dat nume. În această perioadă este anunțată noua formulă și direcție artistică a formației. De asemenea, se vehicula ideea că Nicolae Covaci ar fi vizat o colaborare cu Dorin Liviu Zaharia de la Olympic '64. Conform lui Mircea Baniciu, Covaci ar fi cochetat cu ideea de a-l aduce pe Zaharia ca solist vocal în locul său.
După ce, la 17 decembrie 1971, concertul, susținut în fața unei comisii de compozitori din Capitală condusă de Mircea Neagu, nu a fost aprobat pentru a se reprezenta la București, premiera spectacolului are loc totuși la 13 ianuarie 1972, în sala Operei din Timișoara. Interesul publicului a fost imens; sala a fost arhiplină, iar mulți fani au rămas afară, formând o coadă care se întindea până la linia tramvaiului. 
„Cu toate emoțiile pe care le-am avut, spectacolul a fost o mare reușită. Totul a funcționat fără probleme, «la fix» cum spuneam noi. Însă publicul a fost atât de surprins și consternat încât nimeni nu îndrăznea să reacționeze sau să aplaude, de parcă nu mai auziseră așa ceva. Noi ne uitam nedumeriți unul la altul și nu-nțelegeam ce se întâmplă. Terminăm spectacolul, ieșim din scenă, iar publicul, parcă înmărmurit, continuă să tacă minute în șir. În timp ce ajungem abătuți în garderobă, cu gândul la eșec, auzim dintr-o dată un tropot ca de cai venind dinspre sală, urmat de aplauze furtunoase și ovații, care nu se mai sfârșeau!”—Josef Kappl
După premiera din ianuarie 1972 a spectacolului Cei ce ne-au dat nume, formația Phoenix a înregistrat la sfârșitul aceluiași an o versiune cenzurată a albumului, transformată dintr-un dublu LP într-unul simplu, cu piese precum „Cei ce ne-au dat nume” și „Cocoșii Negri” eliminate. În 1973, trupa a lansat EP-ul Mamă, Mamă/Te Întreb Pe Tine, Soare.../Meșterul Manole, care includea „Meșterul Manole (Uvertură)”, parte dintr-o operă rock amplă ce a fost cenzurată sever și niciodată finalizată . În 1974, Phoenix a înregistrat albumul Mugur de fluier, în doar 24 de ore de studio. Anul următor, în 1975, a fost lansat dublul LP Cantafabule, o operă rock bazată pe mitologia medievală, care a reușit să evite cenzura datorită tematicii sale simbolice. 
În noaptea de 1 spre 2 iunie 1977, camionul cu formația ascunsă în boxe părăsește țara prin vama de la Porțile de Fier. După mai multe ore de stat în vamă, în timpul cărora camionul este percheziționat de către grăniceri, Nicu Covaci, care emigrase legal în Olanda cu un an înainte, reușește să-i scoată clandestin din România, trecând în Iugoslavia. După cum povestește liderul formației, vigilența grănicerilor vecini a fost adormită cu pachete de bani și discuri cu muzică.

### Perioada din Germania (1977–1989)
După plecarea băieților din țară, conform spuselor lui Dan Chișu, se credea că au fost eliminați în secret de către Securitate. Mircea Baniciu a fost chestionat o vreme de Securitate. Ușurarea a venit în momentul în care la Radio Europa Liberă s-a anunțat faptul că membrii formației au ajuns cu bine în Germania Federală. 
„Am parcat în «Țara nimănui» cu spatele camionului spre o pădure. Am stat vreo treizeci de ore în vama aceea, iar cei dinăuntru, în pantaloni scurți și tricou, înghețau de frig. La lăsarea serii i-am scos afară din camion și, prin pădure, au plecat spre Austria. A doua zi dimineața a venit și omul cu banii, garanția pentru scule, iar dimineața eram în Austria. Băieții mă așteptau acolo, în primul han, și glumeau pe seama mea că am întârziat. Eram deja liberi.”—Nicolae Covaci despre problemele la granița cu Austria
Pentru formație începe o perioadă grea, plină de lipsuri și privațiuni, dar și de creații muzicale. După ce s-au terminat banii strânși de Nicolae Covaci între timp, fiecare a încercat să se descurce cum a putut, prestând diferite munci, sau plecând pe la diverse formații. Perioada scurtă, de circa un an, în care au avut concerte împreună, rare și prost plătite, a fost marcată de revenirea lui Moni Bordeianu din Statele Unite ale Americii, care a preluat rolul de solist vocal.
„Mi-am adus aminte de Moni, solistul nostru din anii '60... I-am dat un telefon și, ca și cum n-ar fi așteptat decât acest lucru toată viața, a lăsat totul, și familie, și slujbă, și a venit încoace.”—Nicolae Covaci, 1990
În această perioadă s-a încercat cântarea în limba română, mai apoi cu text englezesc, a pieselor de rezistență din țară. Au apărut „Winter”, „Music and Muzak”, „Rock and Roll Bird”, „Wedding”, „Gipsy Story”. Erlend Krauser și Josef Kappl încep să creeze primele piese cu sunet vestic („Alaska”, „Get Around”, „Brontozaur dat cu aur” etc.), disociindu-se astfel de viziunea de atunci a liderului Covaci, care dorea o continuare a liniei din țară. „Recunosc că am fost un prost. Ei îmi spuneau că trebuie să cântăm altceva și în engleză. Eu, în patriotismul meu nătâng, țineam morțiș s-o facem în românește, fără a schimba stilul. Azi, le dau dreptate.” Încep astfel disputele stilistice dintre Covaci și restul membrilor formației. Inițial s-a dorit scoaterea unui LP intitulat Zgâriați-vă pe ochi, care cuprindea piesele „Alaska”, „Zicala dobei”, „Wedding”, „Winter”, „Sunset” și altele. Producătorii caselor de discuri se arătau plăcut impresionați de piesele prezentate, însă replicau că ei nu sunt instituții de cultură, ci de făcut bani. Propunerile acestora de a crea noi compoziții în stilul „hit parade” s-au lovit de refuzul categoric al liderului Nicolae Covaci. Din materialul inițial a mai rămas în discuție doar piesa „Winter”. Formația urma să înregistreze o nouă variantă a ei, urmând a fi editat un single. Evenimentele ulterioare nu au mai permis acestui proiect să capete viață.
În timpul unei dispute creative serioase, la finalul unei perioade în care membrii formației aveau nervii întinși la maximum, Nicolae Covaci utilizează argumente dintre cele mai solide împotriva celor formulate de Josef Kappl. Drept rezultat, formația se desparte. Mircea Baniciu declara într-un interviu că și renunțarea la Moni Bordeianu – care nu mai putea face față în studio – a fost una din cauzele care au dus la destrămare. De asemenea, aprecia că Erlend Krauser era o fire dificilă. Ulterior, Kappl, Krauser și Lipan formează o nouă trupă, Madhouse (în traducere „Casa de nebuni”), cu care reușesc să scoată un disc, în 1979, primit însă cu rezerve de către public.
În 1980 Madhouse se desparte la rându-i, Ioji Kappl și Erlend Krauser plecând la formația Lake, iar Ovidiu Lipan Țăndărică revenind la Phoenix. Potrivit lui Mani Neumann, Josef Kappl a avut și el inițial intenția de a reveni în Phoenix.
Între timp, Covaci reușește să îl coopteze în formație pe Mani Neumann, alături de alți violoniști. Este creată o trupă de rock „rea și agresivă”, compusă din șase oameni (două viori electrice, violoncel electric, chitară bas, chitară electrică și baterie), care susține concerte o vreme, cu mult succes la public, fiind un concept nou pe acele timpuri. Deși Nicolae Covaci era singurul român din formație, după un an cu 8–14 ore de repetiții zilnic, fiecare membru al formației știa să cânte piesele consacrate, în limba română, fără accent. De acest lucru, liderul formației s-a arătat foarte mândru.
În 1980, Nicolae Covaci, alături de noua formație, pune bazele unei opere rock, intitulată Empire of Vampires. Din această lucrare făceau parte piesa titulară și „Running”, apărute ceva mai târziu pe discuri. Covaci dorea nu atât respectarea adevărului istoric, ci mai ales urmărirea și punctarea motivațiilor psihologice pe care le-a avut Vlad Țepeș în acțiunile sale.
În același an, formația participă la Festivalul de muzică pop al debutanților, organizat în Würzburg, și primește premiul „Deutsche Phonoacademie”, apărând cu piesa „Stars Dance” pe compilația live Folk, Lied, Song – Nachwuchs Festival '80. În 1981 este scos primul disc occidental al formației, aflată deja sub numele de „Transsylvania Phoenix”, pentru a nu fi confundată cu o formație similară. Discul este intitulat Transsylvania, fiind înregistrat în formula Nicu Covaci (chitări, voce), Mani Neumann (vioară, voce), Tom Buggie (chitară bas), Ovidiu Lipan (baterie), Sabin Dumbrăveanu (violoncel) și Ivan Kopilović (voce). Discul este bine primit, însă după epuizarea primelor 5.000 de exemplare, în numai câteva zile de la lansare, casa de discuri Bellaphon a refuzat să mai scoată și o a doua ediție. Producătorii au replicat că nu sunt dispuși să deschidă o nouă piață pentru asemenea gen de muzică. Lipsită de sprijin consistent și având astfel de piedici în față, formația se desparte din nou, pentru o perioadă mai lungă.
Ovidiu Lipan se implică în diverse proiecte. Cântă în și alături de Eruption, Gilbert Bécaud, Ginger Baker (fost component în formația Cream), Herman Rarebell (de la Scorpions), Rated X.
Josef Kappl rămâne basist în formația Lake până în 1986, continuând totodată o serie de proiecte personale, alături de Heinz Rudolf Kunze (1981–1994), iar mai apoi și de Todor (Toscho) Todorovic cu care a scos trei discuri de blues (Public Relations în 1993, Serious Fun în 1996 și Back by Popular Demand în 1999).
Erlend Krauser a cântat cu Roter Mund, după care, din 1984, a înregistrat zece albume solo: Ambrosia (1984), Erlend Krauser (1986), Talkin Guitar (1990), Flight of the Phoenix (1991), Pioneers and Heroes (1996), Now (2002), It (2010), Last Discoveries (2017), No Limits (2021) și Treasures (2023). Discul Flight of the Phoenix a ajuns pe locul 20 în Top New Age al revistei americane Billboard. Între timp, a devenit profesor de chitară și a mai avut o serie de alte colaborări muzicale cu Goombay Dance Band, Taco, Ricky Shane și James Last. Colaborările cu Phoenix au fost sporadice, fiind legate mai mult de proiectele lucrate împreună cu liderul Nicolae Covaci: în 1986 și 1987 operele de la teatrul din Osnabrück, iar în 2000, albumul În umbra marelui U.R.S.S..
Mircea Baniciu, rămas în țară, scoate câteva discuri folk rock apreciate de public: Mircea Baniciu (1979, EP), Tristeți provinciale (1981), Ploaia (1984), Secunda 1 (1989) și Secunda 2 (1992). În concerte cântă totodată și hit-urile mai vechi („Andrii Popa”, „Mugur de fluier”, „Mica țiganiadă” etc.), păstrând vie astfel legenda Phoenix în rândul noilor generații din România.
Günther Reininger emigrează și el în Germania Federală, la începutul anilor '80, întemeindu-și o familie. Cu toate că și-a înființat un studio bine echipat, cu posibilitatea înregistrării pe 16 canale, dotat cu toate efectele posibile, și având 6–8 claviaturi de ultimă oră, muzica a rămas pentru el un hobby. S-a apucat de pictură și și-a dedicat timpul cu precădere familiei sale.
Mani Neumann, împreună cu Ulli Brand, pe care îl întâlnise din 1979, și cu basistul Ecke Volk, înființează în 1982 Trio Farfarello, „pur și simplu pentru că vechiul Düsseldorf avea nevoie de trio-ul său, care să facă muzică la un nivel superior.” Mani va păstra strânse legături cu Nicolae Covaci de-a lungul acestei perioade, având să declare mai târziu: „Farfarello a avut mare succes la vremea respectivă, dar ei au fost, bineînțeles, influențați de muzica grupului Phoenix.”
Nicu Covaci – absolvent al Facultății de Arte Plastice din Timișoara – se reapucă de pictură și sculptură. Predă arta plastică în Osnabrück și crează o serie de tablouri, cel mai cunoscut fiind giganticul „Gladiator 2000” (1986), expus în exteriorul sălii de sport din același oraș. Având dimensiuni imense (45 × 6 metri) este realizat printr-o tehnică specială, cu vopsele care intră în pânză, ceea ce face ca pictura să reziste foarte mult timp. Printre altele, la cererea primăriei din Osnabrück, creează o statuie a zeiței fertilității („Fruchtbarkeitskönigin”), având forme rubiconde. După ce au văzut lucrarea, membrele unei organizații de femei au protestat vehement, acuzându-l pe Covaci că zeița are capul prea mic și că „asta e semn de prostie”. Totodată, în opinia lor, sculptorul sugera prin acea statuie că femeia e o mașină de făcut copii. Drept urmare, statuia i-a fost confiscată lui Nicolae Covaci, el nemairămânând decât cu fotografiile. Chiar și astăzi, în Osnabrück sunt expuse, în interior sau în exterior, lucrări de-ale sale. Tot în această perioadă creațiile lui Covaci participă la o serie de expoziții. Este vremea bandelor de motocicliști și a primului Jaguar pe care și l-a luat Nicolae Covaci.
Proiectele muzicale ale liderului Phoenix sunt sporadice, în 1983 cântând în duet cu Dzidek Marcinkiewicz. În 1986 este solicitat de primăria din Osnabrück pentru a pune în scenă opera Evita (a lui Andrew Lloyd Weber), împreună cu Erlend Krauser, iar un an mai târziu, pentru opera Jesus Christ Superstar (scrisă de Andrew Lloyd Weber și Tim Rice), ambele încununate cu un mare succes, încasările teatrului din Osnabrück sporind de aproximativ cinci ori.
„Am cântat cu patru mixere, cu efecte, tot ce era modern la ora aceea, și a ieșit extraordinar de bine. După un an am fost solicitat să fac «Jesus Christ Superstar». Nu am mai vrut să continui, nu-mi plăcea lucrul cu orchestra, era o chestie gigantică din punct de vedere tehnic. Dar a ieșit nemaipomenit.”—Nicolae Covaci
În 1987 Nicolae Covaci și Josef Kappl reîncep colaborarea. Este scos un disc single, Ballade for You/The Lark, conținând două prelucrări ale unor celebre compoziții românești („Balada pentru vioară și orchestră” din 1880 a lui Ciprian Porumbescu și „Ciocârlia”, melodie populară). Producătorul discului este Josef Kappl, care nu apare însă creditat pe copertă ca făcând parte din formație. Cu toate acestea, în această perioadă au compus împreună o serie de piese și demo-uri în limba engleză („Bounty Man” etc.) și au cizelat piesele operei Empire of Vampires.
În același an, pe compilația NDR – HörFest 87 apar două melodii ale formației: „Empire of Vampires” și „Die Lerche” (alias „The Lark”).
Anul următor, 1988, aduce două materiale din partea formației Transsylvania Phoenix, care de această dată îl include și pe basistul Josef Kappl (totodată și producător). Acesta se va ocupa de chitară bas, claviaturi și percuție sintetizată. Tuareg/Mr. G's Promises conține două piese cu bătaie lungă înspre Moscova și U.R.S.S., unul dintre motivele pentru care titlurile lor originale („Afganistan”, respectiv „Perestroika”) au fost schimbate la editare. Acest disc a fost urmat de un maxi-single, intitulat simpu Tuareg, având patru piese („Tuareg”, „Tuareg (Extended Version)”, „Mr. G's Promises” și „The Lark”).
Spre sfârșitul anului, vechea formație se reunește, odată cu revenirea lui Ovidiu Lipan și a lui Mani Neumann. Sunt susținute câteva concerte în Germania Federală, continuate și în anul următor.
Din 1989 datează o înregistrare făcută de Mircea Florian la o întâlnire în trei, la care au mai participat Nicu Covaci și Nicu Vladimir. Au fost imortalizate piese în stadiul de proiect, printre care „Iovano” (apărută pe disc abia în 1999) și „Măicuța”, încă neînregistrată.
Pe 20 decembrie 1989 are loc un concert în „Hyde Park” din Osnabrück, în timpul căruia membrii formației sunt anunțați despre Revoluția începută în România. Membrii Phoenix izbucnesc în lacrimi de bucurie pe scenă și dedică acel concert evenimentelor din țară. Materialul înregistrat în timpul acelui concert va fi utilizat mai apoi în 1990, pentru a produce un nou album.

### Întoarcerea în România (1990–2000)
În primele zile ale lunii ianuarie 1990, Nicu Covaci se reîntoarce cu trenul în România, reușind să apară în prima ediție de după Revoluție a emisiunii Meridianele cântecului, prezentată de Octavian Ursulescu la Televiziunea Română Liberă. În cursul anului, i se vor lua mai multe interviuri, uneori împreună cu Mircea Baniciu. În acestea, liderul formației dezvăluie pentru prima dată în mod public câteva din simbolurile ascunse de textierii formației în piesele perioadei 1967–1976. Tot în ianuarie, se reîntoarce și Ovidiu Lipan, aducând 24 de tone de ajutoare pentru municipiul Iași. În aceeași lună, Moni Bordeianu și Erlend Krauser – foști membri ai formației – înregistrează „Păsări albe”, o piesă dedicată Revoluției și românilor ce au participat la înfăptuirea acesteia.
În luna mai are loc prima întâlnire a lui Nicolae Covaci cu publicul român, după o absență de 13 ani, la festivalul de la Palatul Copiilor din București, unde, împreună doar cu Mircea Baniciu și cu Mani Neumann, cântă câteva piese vechi cunoscute. Tot publicul (6–7.000 de oameni), printre care cei mai multi erau născuți după plecarea clandestină în Germania a formației, demonstrează că știu toate textele, silabă cu silabă. Acest fenomen se va repeta la fiecare concert Phoenix din această perioadă. A doua zi are loc un concert susținut împreună cu câțiva prieteni.
Nicolae Covaci dorea organizarea mai multor concerte în țară, începând cu Paștele acelui an, drept pentru care a contactat câteva firme specializate din străinătate. Acestea i-au promis sprijinul până în ultima clipă, după care s-au retras. 
„Proiectasem un concert în Piața Operei din Timișoara, cu scena montată spre ușile catedralei, care să înceapă după încetarea slujbei. Ne gândisem și la o imensă cruce aprinsă în piață. Voiam să le amintim, celor care au făcut asta, că în decembrie, atunci când oamenii au încercat să fugă din calea gloanțelor, ei au închis porțile lăcașului lui Dumnezeu. Aveam nevoie de 140.000 de mărci.”—Nicolae Covaci
Singura realizare notabilă din acest punct de vedere a aparținut mai vechiului baterist al formației, Costin Petrescu, care a reușit împreună cu Asociația Românilor din Paris să organizeze un concert în capitala Franței, în sala „La Cigalle”, pe 31 martie 1990. Acțiunea a reprezentat concertul reunirii, în formația întregită revenind Mircea Baniciu. Secția ritmică era asigurată atât de Ovidiu Lipan (baterie), cât și de Costin Petrescu (percuție), acesta din urmă aducând un set de vreo 35 de tobe diferite, clopote și un gong chinezesc. La vioară a cântat de acum nelipsitul Mani Neumann. Concertul a avut drept scop adunarea de fonduri pentru România. Günther Reininger a declinat participarea sa la concert, datorită mai multor probleme pe care le avea la acea dată, dar a mărturisit ulterior că a regretat propria sa absență. După acest eveniment, era proiectat un concert monumental, al revenirii în țară, de data aceasta la Timișoara, dar el nu a mai putut fi susținut din cauza lipsei de organizatori.
În vara lui 1990 sunt realizate înregistrări în sala „Hyde Park” din Osnabrück, Germania, acestea fiind folosite la producerea unui nou material. Vocea lui Mircea Baniciu a fost înregistrată și adăugată ulterior, în „Studio N” din Köln, iar masterizarea a fost făcută în „Happy Valley Studios” din Osnabrück. Producător a fost Josef Kappl.
„Faptul care mă bucură enorm e că sunt acela care a produs primul disc al formației Phoenix reunită, după Revoluție. Am produs și am finanțat discul «Aniversare 35». A venit Baniciu, pentru prima oară după 13 ani, au venit toți în Germania pentru că acolo am produs acest disc; deci Mircea Baniciu, Nicu Covaci, eu, Ovidiu Lipan, Mani Neumann, Tudoran Sorin.”—Josef Kappl
Înregistrările s-au făcut digital, cu echipament profesionist (trei magnetofoane cu 32 de canale fiecare, cu posibilitate de cuplare între ele, trei mese de mixaj computerizat etc.), în acest mod fiind finisate 18 piese. Inițial se dorea editarea unui disc intitulat „Phoenix”, în colaborare cu o casă de discuri occidentală, iar albumul trebuia să apară în țară în perioada august–septembrie. Nereușind această variantă, în octombrie produsul a fost adus în România și propus Electrecordului spre editare, având ca termen de lansare decembrie 1990. Din cauza faptului că oferta casei românești de discuri nu acoperea nici măcar pe jumătate costurile producției, negocierile au fost întrerupte, iar materialul a fost pus „la sertar”. Acesta a fost scos pe piață oficial mult mai târziu, în anul 1997, fiind intitulat Aniversare 35, deși o variantă piratată a acestuia apăruse cu circa doi ani înainte pe casetă audio.
În același timp, Radio Timișoara Liberă, în cadrul serialului Istoria muzicii rock, a difuzat o serie de cinci emisiuni, a câte o oră fiecare, despre Phoenix (ciclu intitulat „Phoenix – istoria unui mit”), în care au fost prezentate o serie de piese inedite și au fost rememorate multe întâmplări petrecute în cadrul formației. Printre invitații realizatorului Petru Umanschi s-au aflat Béla Kamocsa și Sorin Bârcă. Nicu Covaci nu a putut fi prezent live, în acele zile purtând negocieri la București, cu Electrecordul, dar Umanschi îi luase un interviu înregistrat pe bandă, cu câteva zile înainte.
Tot în 1990 a fost vehiculată ideea înființării unor fan-cluburi Phoenix, la București și la Timișoara, locuri în care să se găsească informații la zi cu privire la activitatea formației, autografe, discuri, fotografii și înregistrări deosebite.
Pentru luna decembrie 1990 fusese proiectată o apariție televizată de trei ore, o retrospectivă la care să fie prezenți și foști membri ai formației. Nici acest eveniment nu a mai putut fi realizat.
La Festivalul „Rock '91”, susținut pe 1 și 2 iunie 1991, în Parcul Tineretului din București, organizatorul Dorian Ciubuc a invitat și formația Phoenix, la sugestia lui Iuliu Merca de la Semnal M. Acest eveniment a reprezentat concertul de revenire a formației în țară. Din componența inițială lipsea basistul Josef Kappl, locul său fiind luat de Dietrich (Dixie) Krauser, fratele lui Erlend. Totodată, au fost cooptate și două foste membre ale formației Catena, și anume Anca Vijan Graterol și Ortansa Păun. Succesul repurtat în timpul concertului (după organizatorul Dorian Ciubuc ar fi fost prezenți peste 60.000–70.000 de spectatori) l-a determinat pe liderul Nicolae Covaci să plănuiască din nou un turneu național al formației Phoenix.
Organizatorul turneului avea să fie Dan Chișu, cel care, în 1975, colaborase cu formația la realizarea spectacolului „Cantofabule - Însă eu...”. Acesta a adus aparatură și o instalație de sunet din Lituania, pentru a putea beneficia de un spectacol la standarde ridicate. Totodată a realizat o publicitate a evenimentului pe scară largă.
Turneul s-a desfășurat în septembrie 1991, formația avându-l, de această dată, pe Josef Kappl la bas. Dan Chișu dorea să îl aducă și pe Günther Reininger, însă acesta „a fost imposibil de convins”. În conferința de presă susținută pe 15 septembrie la Athenée Palace s-a declarat că se așteaptă o medie de 10.000 de spectatori pe concert, precum și că primul concert, programat a fi susținut la Chișinău, a fost anulat din motive neelucidate. Totodată, s-au luat măsuri pentru înregistrarea video și audio a concertelor, în vederea unui eventual disc live ori a unui film al turneului. În 1990, Nicu Covaci scosese în Germania un disc single, intitulat Ciocîrlia/Perestroika, ce conținea mai vechile piese „The Lark” (1987) și „Mr. G's Promises” (1988). Acest disc, realizat în 5.000 de exemplare, era destinat împărțirii către public în cadrul acestor concerte, prin tragere la sorți. În cele din urmă însă, a ajuns să fie vândut pe stradă, contra sumei de 100 lei.
Turneu a cuprins mai multe orașe importante din țară: București (19 septembrie), Iași, Cluj-Napoca (22 septembrie), Timișoara (24 septembrie) și Constanța (27 septembrie), în deschiderea concertelor cântând, timp de jumătate de oră, Mircea Florian.
Pe parcursul concertelor, membrii formației au rămas plăcut impresionați de faptul că spectatorii, cei mai mulți tineri născuți după plecarea lor în Germania, le știau textele „silabă cu silabă”. Începutul concertului timișorean, după minirecitalul lui Mircea Florian, l-au făcut dubașii din Brănești. Potrivit liderului formației, scenele impresionante nu au lipsit:
„În Timișoara, când am cântat acel cântec-imn pentru Timișoara, tot stadionul au aprins lumânări (...) și s-au pus în genunchi... Cântam, și aud că sună tot mai prost: n-am mai auzit aia, n-am mai auzit aia; când mă întorc, băieții plângeau. Pe scenă nu se mai putea cânta. Iar eu, cu noduri în gât până aici, m-am chinuit să termin piesa, trebuia terminată cumva, indiferent cum...”—Nicolae Covaci
Un interviu luat lui Nicu Covaci în toamna anului 1991 și difuzat la Radio Constanța (ulterior publicat în cotidianul Telegraf) a relevat multe lucruri inedite despre formație. În acest an apare primul fan-club Phoenix, anume în București, sub coordonarea lui Florian Pittiș.
Tot în 1991, casa de discuri Electrecord a scos un disc, intitulat Remember Phoenix (titlul de pe eticheta discului diferă: Negru Vodă), ce cuprindea mai multe piese ale formației de pe discurile din 1968, 1969, 1972 și 1973. Acest disc a fost editat și pe casetă audio. În aceeași perioadă apar casetele-compilații Phoenix 1 și Phoenix 2.
La începutul anului 1992, ulterior terminării turneului național, Nicu Covaci împreună cu Dan Chișu au pus bazele următorului proiect al formației: noul album SymPhoenix/Timișoara. Acesta urma să fie realizat la un nivel superior celor anterioare, prin cooptarea unui grup simfonic (Orchestra Filarmonicii Radio din București) și a două grupuri vocale (corul „Song”, dirijat de Ioan Luchian Mihalea și „Grupul de «popi»”). Dan Chișu a reușit să îi aducă la București și să îi cazeze acolo, „într-o perioadă cumplită de iarnă”, pe Mani Neumann (care va fi și dirijorul orchestrei), pe noul basist Volker Vaessen, pe chitaristul Ulli Brand și pe inginerul de sunet Klaus J. Eisner.
Costurile au fost, potrivit producătorului Dan Chișu, imense. S-a plătit masterizarea, iar publicitatea a avut alocată, pentru prima dată în România, suma de 10.000 de dolari. Nicolae Covaci s-a declarat foarte mulțumit de rezultat: „Piesele înregistrate sunt așa cum mi le-am dorit eu să fie inițial. (...) Această producție este prima de care pot spune că sunt mulțumit.” Noul material a fost promovat, în avanpremieră, la Festivalul de muzică ușoară de la Mamaia, în vara anului 1992. Deși s-au oferit să participe gratuit, cu orchestră și cor, și la Festivalul „Cerbul de Aur” de la Brașov (reluat după o pauză de 21 de ani), au fost refuzați. Albumul a fost lansat la Timișoara pe 20 decembrie 1992 aducând o noutate: primul compact disc cu Phoenix, pe lângă varianta pe dublu disc de vinil și cea pe casetă audio. Totodată, a fost pregătită o ediție de lux a discurilor (circa 1.000 de bucăți), ce beneficia de o grafică deosebită, precum și de o fotografie cu membrii Phoenix și autografele acestora. Totuși, la momentul lansării, CD-urile nu fuseseră terminate. Aveau să apară pe piață abia în 1993. Acest nou produs a fost promovat și printr-o serie de concerte, desfășurate în luna decembrie a acelui an. Orașele cuprinse au fost: București (15), Craiova (18), Timișoara (20), Brașov (23), Ploiești (25), Brăila (26) și Constanța (29). Din cauză că au existat niște diferende de ordin material, Nicu Covaci a renunțat la serviciile lui Mircea Baniciu. Ca solist vocal a evoluat Dragoș Bădoi (fost component Direcția 5), împreună cu invitatul special Toni Putrino (cel care a câștigat premiul de popularitate la ediția din acel an a festivalului de la Brașov).
Casa de discuri Electrecord a profitat de publicitatea iscată de noul album și a reeditat, în același timp, LP-urile din anii '70. Oferindu-le pe piață la un preț mult inferior (de exemplu, 26 de lei pentru Mugur de fluier, față de 1.000 de lei pentru Symphoenix/Timișoara), a reușit să vândă peste 100.000 de unități. Ca o ironie, Electrecord a înmânat discul de aur chiar lui Dan Chișu, reprezentantul formației Phoenix.
În 1992 formația a fost invitată să susțină un concert în Spania, la Sevilla, și a efectuat un turneu în Statele Unite și Canada. Tot din 1992 datează și un concert inedit, susținut pe unul din holurile Politehnicii din București. Au participat: Nicu Covaci, Mircea Baniciu, Mani Neumann, Volker Vaessen și probabil Ovidiu Lipan.
La sfârșitul lui 1992 a luat ființă și cel de-al doilea fan-club Phoenix, de data acesta la Timișoara, sub coordonarea Fundației Independente pentru Tineret Timiș. Printre facilitățile oferite membrilor se numărau: intrarea gratuită la concert și accesul cu prioritate la albumele și materialele promoționale ale formației. În momentul inițierii se dorea organizarea unor serate muzicale săptămânale, precum și invitarea unor foști membri Phoenix care să povestească despre formație.
Pentru anul 1993 s-au conturat trei evenimente: apariția monografiei trupei, intitulată Adevărata istorie a formației Phoenix, realizarea unui film documentar pe baza acesteia și punerea în scenă a operei rock Empire of Vampires, cu versuri în limba română compuse de Șerban Foarță. Totodată, Nicu Covaci dorea să înființeze o mică editură și o casă de discuri. Nici unul dintre aceste proiecte nu a fost finalizat în acel an. Formația cântă în continuare cu Volker Vaessen la chitară bas și cu Dragoș Bădoi ca solist vocal.
În același an, casa de discuri Fanny din Belgia a scos o copie pirat a albumului Cantafabule, pe CD, supranumită Cant of a Bule. Însă sunetul și transpunerea de pe discul de vinil erau la standarde scăzute.

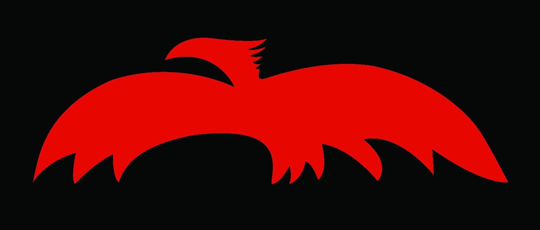
Sigla formației, folosită începând cu anul 1994, este o pasăre Phoenix stilizată realizată de Nicolae Covaci.

Anul 1994 a adus cu sine plecarea vocalistului Dragoș Bădoi din formație. Nicolae Covaci a considerat că stilul acestuia de a cânta este „bun, dar ușurel”, nefiind în concordanță cu linia haiducească a formației.
Între realizările anului sunt de menționat două concerte, la București și la Timișoara, în formula anilor '60 (Nicu Covaci, Moni Bordeianu, Béla Kamocsa, Pilu Ștefanovici), prilejuite de apariția monografiei Phoenix, însă eu..., la Editura Nemira. De menționat este faptul că drumul muzicienilor de la București la Timișoara a fost deschis de către mașinile de poliție, toate zborurile fiind suspendate din cauza vremii. Cartea amintită, scrisă de Nicu Covaci, surprinde activitatea formației din perioada 1962–1977 într-o manieră ușor romanțată. Volumul al doilea, dedicat perioadei ulterioare și intitulat Phoenix, dar eu..., era programat să apară în primăvara lui 1995, însă din anumite motive, Nicu Covaci nu l-a mai scris atunci.
„Multă vreme nu am fost decis să dezvălui totul. Lumea o să-și schimbe impresia despre Phoenix. Ei vor să aibă niște idoli perfecți, intangibili și adevărul este că artiștii sunt departe de a fi niște îngeri.”—Nicolae Covaci, interviu în revista Playboy, 2000
Phoenix, însă eu... a fost apreciată de Uniunea Scriitorilor ca una dintre puținele mărturii autentice de la jumătatea anilor '90 despre viața tineretului în România anilor '60–'70. În aceeași perioadă și tot la Editura Nemira, apare volumul Versuri pentru Phoenix de Șerban Foarță (în colaborare cu Andrei Ujică). Acesta conține textele albumului Cantafabule însoțite de câteva ilustrații și reprezintă de fapt ediția a doua (revăzută și adăugită) a volumului publicat inițial în 1976, când Foarță a debutat ca poet.
Tot acum este reluat proiectul Empire of Vampires – Împăratul Vampirilor, de data aceasta renunțându-se la ideea de „stage performance”. Cu scenariul și piesele finalizate, se încerca găsirea unui producător dispus să finanțeze un film artistic. În acest sens a fost făcută o sesiune de înregistrări. „I Need a Friend”, piesa centrală a coloanei sonore a filmului, urma să apară și pe un album viitor. Dorința liderului Phoenix era ca pelicula să fie regizată la Hollywood, iar în ea să joace actori celebri.
În paralel cu aceste activități, Nicu Covaci a realizat un proiect solo, înregistând piesa „Neverending Fight”. Ea a beneficiat de un videoclip produs de postul de televiziune Antena 1.
În 1995 Electrecord a lansat compilația Evergreens, în format CD, acest produs reprezentând al doilea compact disc cu piese Phoenix, după Symphoenix/Timișoara. Inițial se dorise o reeditare pe suport modern a suitei „Ciclul anotimpurilor”, apărută pe LP-ul Cei ce ne-au dat nume (1972). Faptul că nu a fost consultat asupra formei finale, precum și selecția defectuoasă prezentă pe compilație, l-au nemulțumit profund pe liderul Nicolae Covaci. Practic CD-ul începe cu trei piese de pe EP-urile formației, continuă cu întreg albumul Cei ce ne-au dat nume și se sfârșește cu o selecție de pe Mugur de fluier. Concomitent cu CD-ul Evergreens, apare o versiune pe casetă audio a compilației Remember Phoenix (scoasă inițial în 1991, pe disc de vinil). Confuzia constă în faptul că Electrecordul a intitulat caseta Evergreen, folosind aceeași grafică cu cea a CD-ului.
Tot în 1995 apare un alt material pirat: este vorba despre Pasărea Rock, ce cuprinde o parte din piesele înregistrate în 1990 și cele două prelucrări de pe single-ul Ballade for You/The Lark. Nicolae Covaci a reacționat prompt, dând în judecată casa respectivă de discuri.
În 1996 este reeditat albumul Cantofabule, de data aceasta cu denumirea corectă: „Cantafabule”. Diferă însă coperta (creație a lui Nicu Covaci, menită să o evoce pe cea inițială a lui Valeriu Sepi, cenzurată în 1975) și ultima piesă, „Phoenix”, care nu se mai termină cu acel solo de pian electric, ci reia imnul „Fie să renască” enunțat la finalul primei compoziții de pe album. După un scurt turneu prin țară, formația susține un concert extraordinar la Sala Radio din București, pe 21 decembrie, în formula: Nicu Covaci, Ioji Kappl, Mani Neumann, Dzidek Marcinkiewicz și Ovidiu Lipan Țăndărică, alături de Orchestra Radiodifuziunii și un cor mixt. Este prezentată pentru prima dată publicului român piesa „(The Tale of) Baba Novak”, cu textul original în limba engleză. Nicu Covaci compune piesa „Ceata” pentru a susține campania electorală a Convenției Democrate Române, acesta reprezentând singurul moment în care muzicianul s-a apropiat de politică.
În 1997 au fost lansate pe piață înregistrările din 1990, sub forma albumului Aniversare 35, editat la casa de discuri Genius CD. Acest eveniment a prilejuit reunirea formației pentru a susține câteva concerte în București și Timișoara. Pe 9 august este înființat clubul „Phoenix” din Constanța. La inaugurare sunt prezenți Mircea Baniciu, Ovidiu Lipan, Florian Pittiș, Harry Tavitian și Corneliu Stroe.
Tot în acest an, în octombrie, apare albumul Phoenix Dance Explosion al formației Proiect K1, ce conține compoziții Phoenix interpretate într-o manieră techno-dance. În scurt timp, au fost vândute peste 830.000 de unități, în condițiile în care, în acel moment, rata pirateriei în România era, conform UPFR, de aproape 90%. Cea mai de succes prelucrare s-a dovedit a fi piesa „Fată verde” (realizată după „Ochii negri, ochi de țigan”), care practic a propulsat tânăra formație (redenumită simplu K1) în prim-planul muzicii românești. Încă un material K1 cu remixuri Phoenix, maxi-single-ul Fată verde, apare pe piață în anul următor.
„Cei de la K1 au fost foarte simțiți să vină să mă întrebe dacă pot să preia din piesele mele. Le-am spus să le facă așa cum le cere limbajul lor, nu doar să înlocuiască cu keyboards acolo unde era chitară. Să le rupă în bucăți și să le asambleze din nou. Unde au avut curaj să facă asta, le-a ieșit, unde au fost timorați, ca în «Canarul», a fost slăbuț. «Nunta» și «Fată verde» au ieșit în schimb foarte bine.”—Nicolae Covaci, interviu în revista Playboy, 2000
În 1998 este lansat albumul de restituiri Vremuri, anii 60.... Acesta cuprindea, în afară de cele șase piese românești de pe primele EP-uri ale formației, încă șapte melodii din aceeași perioadă, înregistrate la Radioteleviziunea Română sau în particular, cu aparate artizanale. Albumele lansate în 1997 și 1998 sunt promovate printr-o serie de concerte în vara lui 1998.
Tot în 1998, după o pregătire de jumătate de an, a fost pus în scenă spectacolul Cantafabule (supranumit remix). Acesta consta din piesele reorchestrate ale vechiului album din 1975, alături de altele noi sau preluate de pe alte albume („Păpărugă”) și de o serie de interludii. Partea muzicală era dublată de proiecții de film și balet pe scenă. Spectacolul a fost susținut în șase mari orașe din țară. După terminarea spectacolului, Ionuț Contraș se alătură formației, ulterior acesta ocupând postul de manager (din 2004), iar mai apoi, de percuționist (din 2005).
Anul 1999 aduce cu sine reeditarea pe CD a albumelor Cei ce ne-au dat nume și Mugur de fluier. În luna mai apare compilația The Best of Club A, pe care este prezentă și formația Phoenix, cu piesa „Mica țiganiadă”. În acest an, componența formației se schimbă. Dintre vechii membri mai rămân doar Nicu Covaci și Mani Neumann, alături de care vor cânta Tavi Colen și Alin Oprea din formația Talisman, Lucian Cioargă (de la Taxi) la tobe și, mai târziu, Volker Vaessen la chitară bas și Dzidek Marcinkiewicz la clape. Este lansat un maxi-single cu trei piese, intitulat Ora-hora, pe care inițial fusese programată să apară și melodia „Baba Novak”. Acest material, precum și un turneu, au prefațat albumul ce avea să apară peste un an.
Așadar, în 2000 este scos albumul În umbra marelui urs (ortografiere greșită care avea să fie corectată abia în 2003, la reeditare: În umbra marelui U.R.S.S., fără lansare însă). Urmează o serie de concerte, atât în țară cât și în străinătate, la care a fost oferit cadou, odată cu biletul, câte un exemplar reeditat al maxi-single-ului Ora-hora. Din cauza unor dificultăți ivite pe parcurs, turneul din România a fost întrerupt la jumătate. În Germania s-a pus în vânzare și o casetă video, cuprinzând scene din concert și purtând același nume: Ora-hora. De asemenea, este finalizată și o variantă în limba engleză a albumului, intitulată In the Shadow of the Big Bear și avându-l ca solist vocal pe Malcolm J. Lewis (fostul basist al grupului Black Sabbath). Cu toate acestea, materialul nu a beneficiat de promovare din partea casei de discuri, motiv pentru care contractul a fost reziliat mai târziu.
Tot în 2000, este editat un disc mic de vinil cu șase piese transpuse de pe albumul de restituiri Vremuri, anii 60..., mai precis cu acele înregistrări publicate în premieră pe CD-ul lansat cu doi ani înainte. Produs prin intermediul firmei Eugen Hoffmann S.R.L., într-un tiraj limitat (doar 103 exemplare), EP-ul nu este recunoscut oficial de formație.

### Baba Novak, Phoenix 40 și 45 de ani (2001–2007)

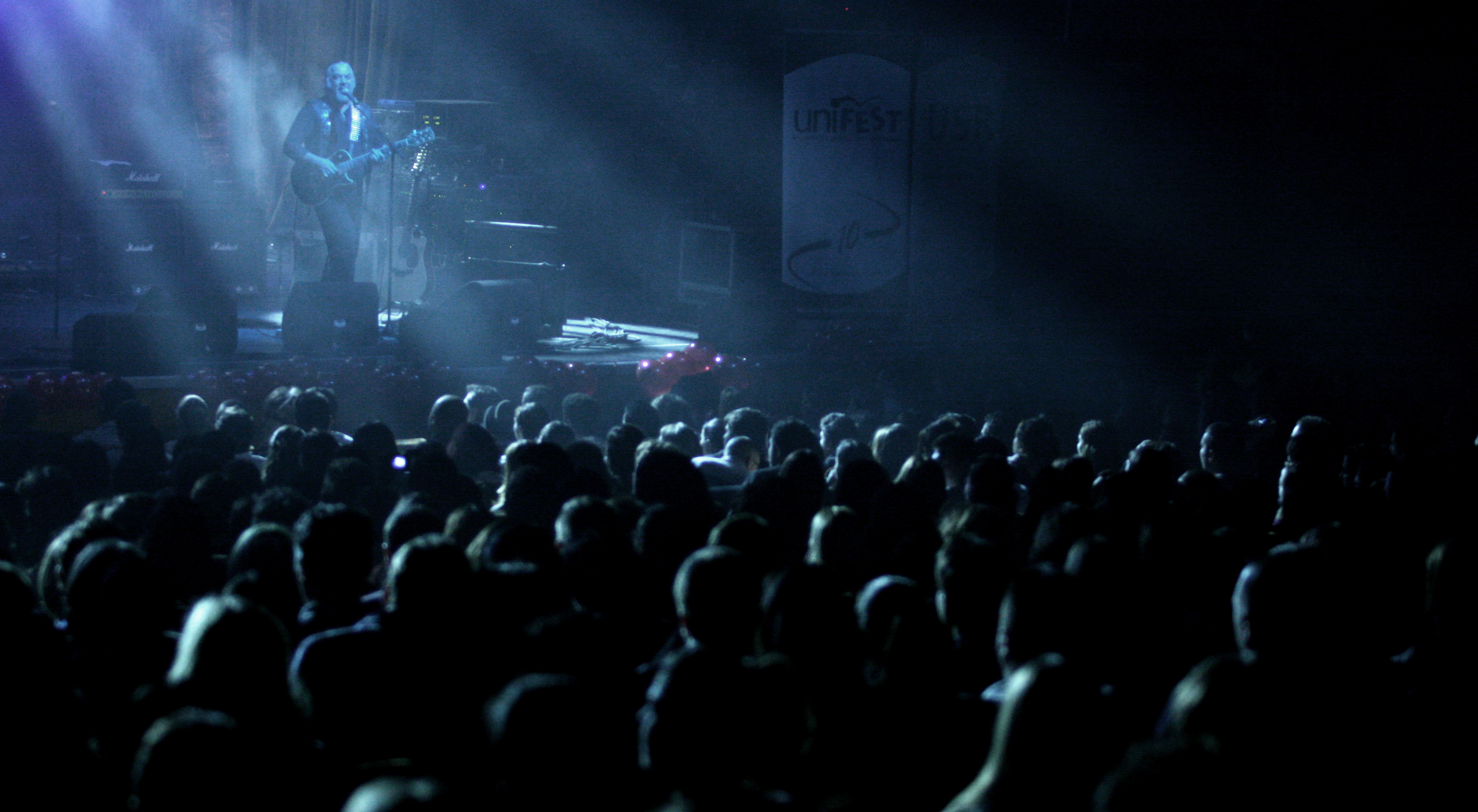
Concert Phoenix la Sala Palatului din București.

În 2001 formația se reunește în componența anilor '70 (împreună cu Mani Neumann) și susține un concert privat în decembrie la Opera Națională București. La chitară bas va cânta pentru moment Eugen Tegu. Piesa „În umbra marelui U.R.S.S.” apare pe compilația Rockada, apărută pe piață împreună cu revista Fan Hits & Posters.
În 2002 este susținut un al doilea concert la Operă, de data aceasta pentru publicul larg. La chitară bas revine Ioji Kappl. În vară, Phoenix participă la Festivalul de la Mamaia cu spectacolul intitulat „A fost odată în România”, invitații surpriză fiind Gheorghe Zamfir, Moni Bordeianu, Béla Kamocsa și Costin Petrescu. Aici sunt prezentate, pe lângă piese consacrate Phoenix, câteva cântece folclorice („Barbu Lăutarul”, „Doina din Domașnea”, „Hora Staccato”, „Sus pe culmea dealului”, „Ciocârlia”) orchestrate și aranjate de Covaci împreună cu Zamfir. După acest eveniment, în octombrie, are loc un nou concert privat la Operă, dedicat celor care au sprijinit formația de-a lungul timpului, primul dintre cele două spectacole dedicate aniversării a 40 de ani de activitate muzicală a formației. Concertul aniversar „Phoenix – 40 ani de succes” reunește o mulțime de invitați surpriză: vechi membri ai formației (Moni Bordeianu, Kamocsa Béla, Ioan Pilu Ștefanovici – care nu va putea ajunge însă, Liviu Butoi, Valeriu Sepi, Costin Petrescu, Dzidek Marcinkiewicz, Volker Vaessen, Lucian Cioargă, Eugen Tegu, Alin Oprea, Tavi Colen, Ulli Brand) și invitați speciali (Gheorghe Zamfir, Malcolm J. Lewis, Jools Cooper, Sistem, Da Capo și SymPhoenix Orchestra). Acest concert a fost organizat cu sprijin din partea Guvernului României. În seara zilei de 11 octombrie 2002, timp de cinci ore, a fost susținut cel de-al doilea concert, la Sala Polivalentă din București, pentru publicul larg. Într-un interviu din 2002, Nicolae Covaci declara că, dacă ar fi fost lipsit de ajutorul oferit în organizarea concertului aniversar, ar fi intenționat să pună capăt activității formației Phoenix.
„În lume nu există, după știrea mea, decât două grupuri care se află pe scenă după 40 de ani: Phoenix și Rolling Stones.”—Nicolae Covaci
Tot în 2002, jurnalistul și realizatorul TV Doru Ionescu produce primele două părți ale Integralei Phoenix 40, prilejuite atât de momentul jubiliar, cât și de recentele descoperiri în arhiva Televiziunii Române. Primul episod („Anii '60: Vremuri”, difuzat pe 29 iulie) surprinde perioada „beat” a formației (1962–1970), prezentând primele filmări și videoclipuri realizate între 1968 și 1969. Cei intervievați au fost Nicu Covaci, Béla Kamocsa, Mircea Baniciu, Petru Umanschi, Aurel Gherghel, Octavian și Florin-Silviu Ursulescu, Florian Pittiș, Paul Grigoriu, George Stanca, Camil Petrescu jr. și Doru Tufiș. Al doilea episod („Anii '70: Cei ce ne-au dat nume”, difuzat pe 12 august) trece în revistă perioada anilor '70, prezentând filmările formației timișorene realizate de TVR în acea perioadă. Au fost intervievați: Nicu Covaci, Mircea Baniciu, Costin Petrescu, Ovidiu Lipan Țăndărică, textierul Șerban Foarță, ziariștii Petru Umanschi, Octavian și Florin-Silviu Ursulescu, George Stanca și Daniela Caraman Fotea, actorul-colaborator Florian Pittiș, cercetătorul Andrei Oișteanu, operatorul și DJ-ul Adrian Valentir.
Tot în 2002, casa de discuri Quattro din Ucraina scoate pe piață un disc pirat intitulat Music Heritage – Phoenix. Acesta cuprinde piese preluate de pe CD-urile Vremuri, anii 60... (1998) și Mugur de fluier (1999).
În 2003 este reeditat albumul În umbra marelui U.R.S.S., de data aceasta la Electrecord, având adăugată o nouă piesă („Ceata I”). De Paști este susținut un concert de trei ore împreună cu formația britanică Humble Pie. În acest an apar următoarele două episoade din Integrala Phoenix 40. Al treilea („Anii '70–'80: ...însă Nicolae Covaci”, difuzat pe 28 ianuarie) surprinde perioada anilor '80 și aduce elemente inedite: interviuri în premieră cu Ioji Kappl, Moni Bordeianu, Valeriu Sepi și Paul Șuvăgău (luate în dimineața concertului aniversar din 11 octombrie 2002), primele interviuri din '90 cu Nicu Covaci, Mircea Baniciu și Moni Bordeianu, luate la București și Osnabrück, noi imagini din anii '70 (filmate de Ioan Cărmăzan), muzică și fotografii din anii '80 (inclusiv Nicu Covaci cântând acasă la Mircea Florian în toamna lui 1989), primul concert Phoenix în România (la Festivalul „Rock '91”), prima reunire a grupului de la Paris (în primăvara lui 1990) și recitalul de la Festivalul de la Mamaia, ediția 1992. Toate acestea sunt completate de interviuri luate în 2000 lui Nicolae Covaci și lui Ovidiu Lipan. Episodul al patrulea („Anii '90: Fie să renască!”, difuzat pe 12 octombrie) este centrat pe perioada anilor '90. Pe lângă filmări private sau din arhiva TVR și interviurile cu membrii formației, în emisiune se mai destăinuie și Dan Chișu (scenograf al ultimelor puneri în scenă ale Cantafabulelor în anii '70 și artizanul proiectelor Phoenix în primii ani '90), Dorian Ciubuc, cel care i-a adus pentru prima dată în România în anii '90, după mai multe încercări nereușite ale altora, Anca Vijan Graterol (membră în formație, atât în Germania, cât și la începutul anilor '90).
Pe data de 4 aprilie 2003, cu prilejul celor 40 de ani de activitate, Nicolae Covaci primește de la Eugen Simion, președintele Academiei Române, diploma „Distincția culturală”. Florian Pittiș a menționat în repetate rânduri faptul că l-a propus pe Nicu Covaci pentru a fi ales membru al Academiei. Pe 6 septembrie, Phoenix susține un recital pe scena Festivalului „Mamaia 2003” în componența Nicu Covaci, Josef Kappl, Ovidiu Lipan, Mani Neumann, alături de doi invitați: Marius Bațu (chitară acustică, voce) și Bogdan Bradu (solist vocal). Colaborarea cu aceștia, menită să suplinească lipsa lui Baniciu, va continua și pe parcursul anului următor.
În aprilie 2004 este cooptat în formație chitaristul Cristi Gram (fost membru Talisman), împreună cu care formația reunită începe lucrul la un nou album. Pe 9 octombrie este difuzat episodul al cincilea al Integralei Phoenix, intitulat „Anii 2000: Anotimpul 5” și prilejuit de întâlnirea underground organizată în Club A din București, pe data de 2 octombrie 2002. Este trecută în revistă toată istoria formației și sunt intervievați Nicu Covaci, Mircea Baniciu, Ioji Kappl, Moni Bordeianu, Dorel Vintilă Zaharia, Ovidiu Lipan Țăndărică, Costin Petrescu, Mani Neumann, Corneliu „Schwartz” Calboreanu, Octavian și Florin-Silviu Ursulescu, Aurel Gherghel și Dan Chișu. Ca element inedit, sunt prezentate câteva fragmente audio dintr-o emisiune de la Radio Europa Liberă (datate 1970), în care Cornel Chiriac discută cu Moni Bordeianu despre cenzura unor piese Phoenix din anii '60.
La începutul lui decembrie 2004, este efectuat un turneu în Canada, prilej cu care formația scoate o compilație promoțională intitulată Empire of Vampires, într-un număr limitat de exemplare. Aceasta conține piese de pe albumele SymPhoenix/Timișoara (1992), Aniversare 35 (1997), Vremuri, anii 60... (1998) și În umbra marelui U.R.S.S. (2003). În 2005, formația organizează un turneu în Statele Unite ale Americii, prilej cu care va edita o compilație special pentru publicul de acolo, intitulată Go West. Pe aceasta vor apărea piese ale formației cântate doar în limba engleză, între care două în premieră, ce aveau să apară pe albumul lansat în toamna aceluiași an. În țară, formația susține un concert la Sala Palatului, pe data de 22 mai, pentru ajutorarea sinistraților din Timiș care fuseseră afectați de inundații.
Pe 21 octombrie 2005 Phoenix lansează albumul Baba Novak printr-un concert la Sala Palatului. Acest concert va fi înregistrat și lansat un an mai târziu pe DVD-ul intitulat Live at Sala Palatului, cu prilejul turneului de promovare a noului album. Piesele „Mila 2 de lângă 3” și „Zori de zi” au beneficiat de videoclipuri regizate de Tudor Grămescu.
În 2006 se desfășoară turneul de promovare a albumului Baba Novak, susținut în perioada 11–25 octombrie în zece orașe din România (Constanța, Brăila, Brașov, Pitești, Craiova, Arad, Cluj-Napoca, Bistrița, Iași și București). Fiecare spectator a primit, pe lângă biletul de intrare, un video-CD promoțional conținând videoclipurile „Zori de zi” și „Mila 2 de lângă 3”, precum și două piese din concertul de lansare a albumului („Andrii Popa” și „Baba Novak”). Filmările TVR prilejuite de acest turneu au constituit materialul pentru un documentar difuzat în două părți pe 1 decembrie 2006. Pe 27 noiembrie, Jurnalul Național scoate o ediție de colecție dedicată formației și intitulată „Legenda Phoenix”.

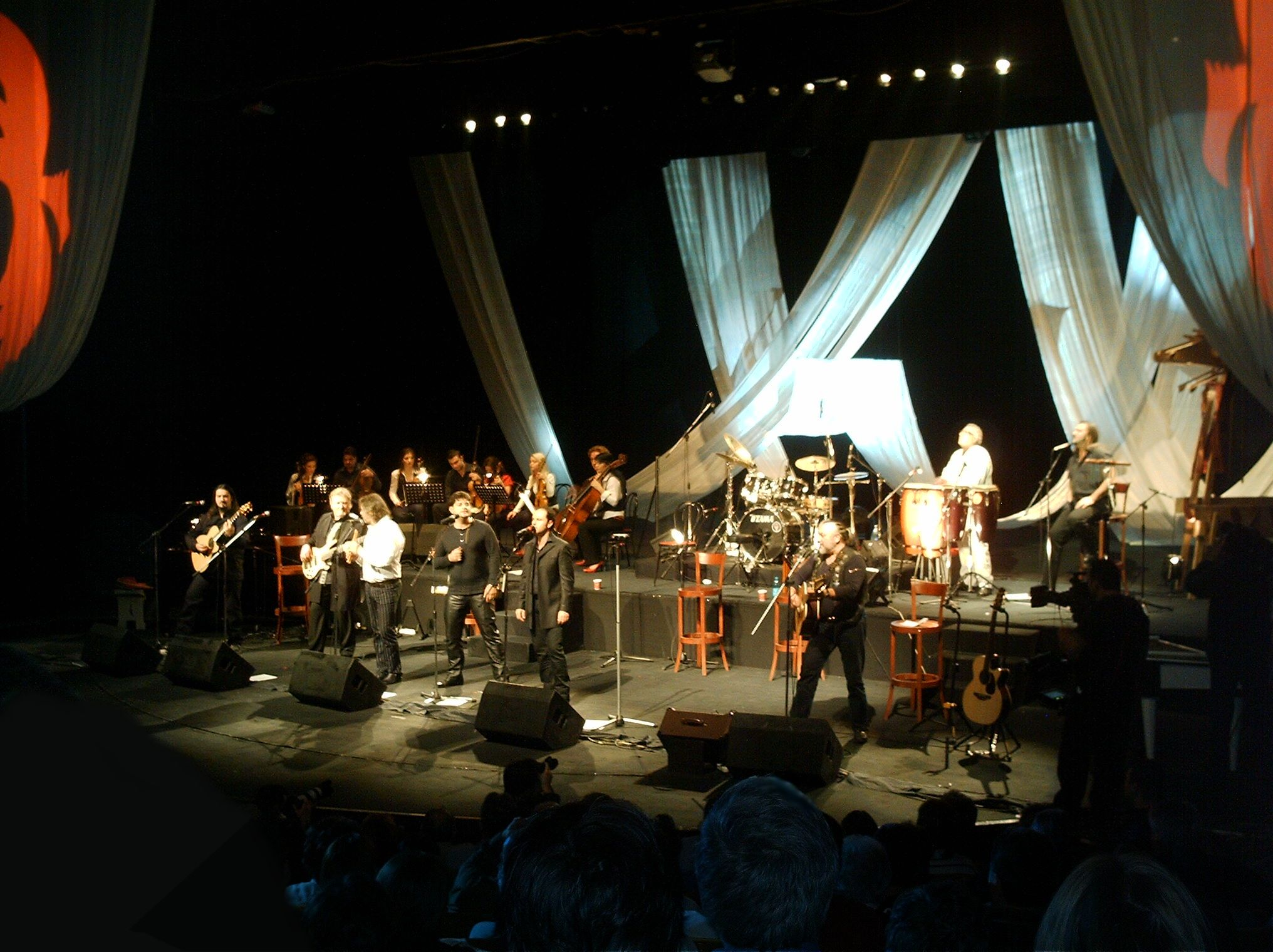
Imagine din concertul aniversar „Phoenix 45 de ani” (Teatrul Național din București, 19 noiembrie 2007).

În februarie 2007, poetul și regizorul de teatru Victor Cârcu lansează la o editură din Germania textul operei rock Meșterul Manole, ilustrat cu schițele originale ale lui Valeriu Sepi. Prefața cărții oferă mai multe informații despre geneza operei și conține o analiză calitativă „la rece” a sa, dintr-o perspectivă mai matură cu 34 de ani. Ediția a doua, bilingvă (română și germană) va fi publicată în 31 mai 2014, traducerea în germană aparținându-i scriitorului Walter Roth.
După un ultim concert ținut pe 18 august la Vama Veche, în cadrul Festivalului „Stufstock 2007 Greenfest”, la începutul toamnei, Mircea Baniciu părăsește formația din motive personale. Este înlocuit cu Bogdan Bradu, care mai cântase alături de formație și la începutul anilor 2000, în lipsa lui Baniciu.
Nicu Covaci se numără între invitații formației Iris prezenți pe dublul album Cei ce vor fi, lansat în 5 octombrie, cu ocazia împlinirii a trei decenii de activitate. În acest context, liderul Phoenix înregistrează alături de Iris piesa „O mie de întrebări”.
Sunt reeditate albumele nouăzeciste Symphoenix/Timișoara și Aniversare 35. Edițiile noi au o grafică diferită față de cele inițiale și au apărut sub egida propriei case de discuri, Phoenix Records. În 5 noiembrie 2007, apare compilația Cântece interzise/Cenzurat, distribuită cu ziarul Jurnalul Național. Compilația conține o piesă Phoenix needitată anterior – „Vișina”, într-o versiune live din 1971. Această piesă făcea parte din materialul pentru albumul Cei ce ne-au dat nume, însă a fost interzisă la vremea respectivă și astfel nu a mai apărut pe disc.
Pe data de 12 noiembrie 2007, Nicolae Covaci, Florin Bordeianu, Josef Kappl, Manfred Neumann, Bogdan Bradu, Ionuț Contraș și Cristi Gram sunt decorați de către președintele Traian Băsescu cu „Meritul cultural în grad de cavaler”, în vreme ce Ovidiu Lipan Țăndărică, având deja această distincție, este înaintat la gradul de ofițer.
Pe data de 19 noiembrie 2007 Phoenix susține în sala mare a Teatrului Național din București concertul aniversar de 45 de ani „Phoenix & Friends – 100% Unplugged”. Acesta este acustic, potrivit unui proiect mai vechi, și îi are ca invitați pe Johnny Răducanu, Gheorghe Zamfir, Dumitru Fărcaș, Moni Bordeianu, Marius Mihalache, Stelu Enache, Ludovic Orban, Tavi Colen, acordeonistul Dan Zahan din Turda și Cvartetul Passion. În paralel, Nicu Covaci realizează o expoziție cu lucrări de artă ale sale în foaierul teatrului. Cu o parte din banii strânși în urma acestui eveniment urmează să fie constituită o „bursă Phoenix” acordată unei persoane merituoase pentru a studia la Institutul SAE din Köln și a deveni inginer de sunet cu atestare la nivel european. Al doilea concert ce marchează 45 de ani de activitate a formației, „Phoenix & Friends – Live la Sala Palatului”, are loc pe 7 decembrie și reprezintă o incursiune cronologică în istoria Phoenix-ului. Tot acum, apare compilația 45 ani de muzichie, alcătuită din piese extrase de pe CD-urile SymPhoenix/Timișoara, Evergreens și Aniversare 35.

### Proiecte noi, Phoenix 50 și 55 de ani (2008–2017)

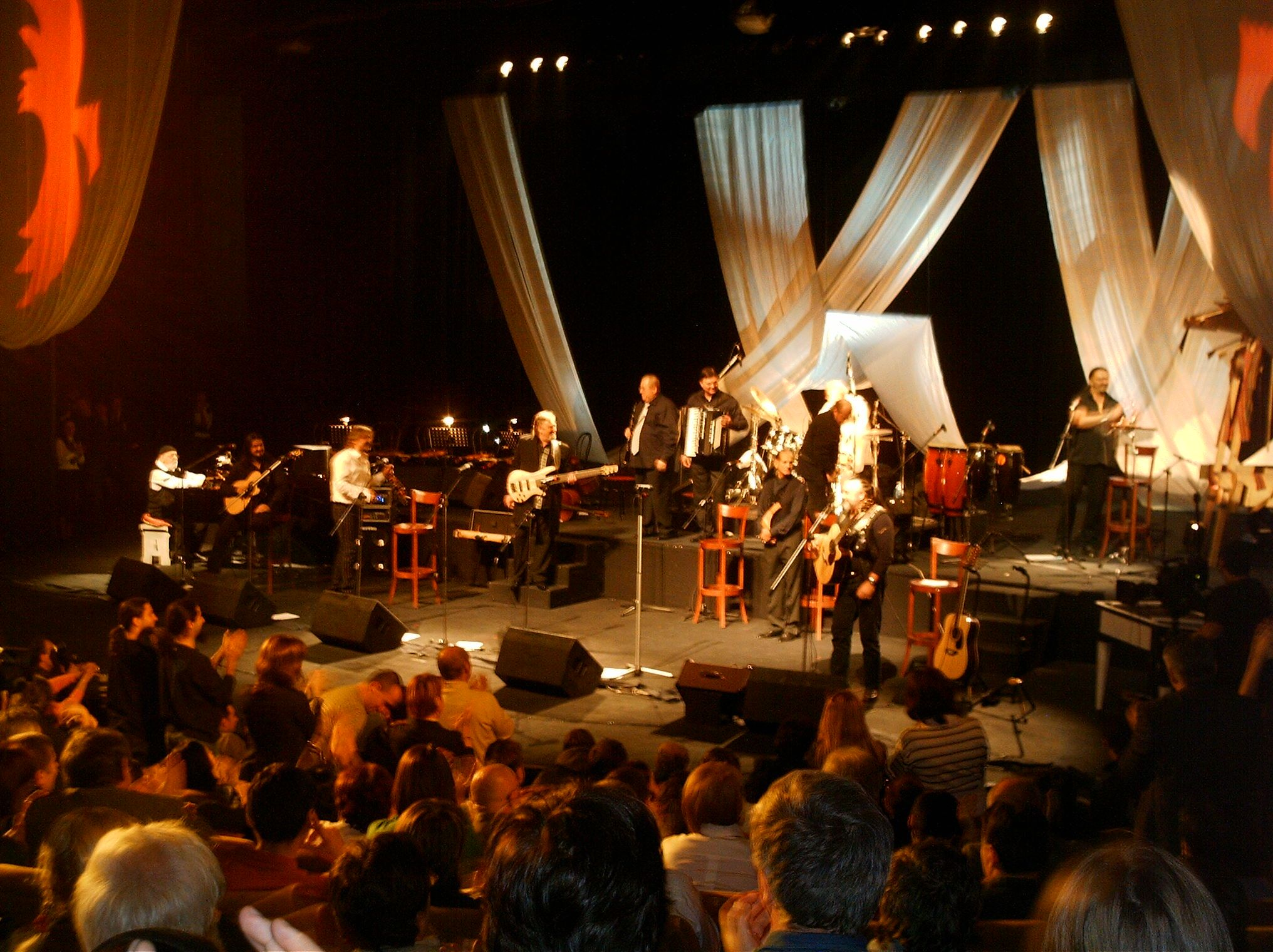
Între invitații speciali ai formației în concertul aniversar de 45 de ani s-au numărat Johnny Răducanu, Dumitru Fărcaș și Gheorghe Zamfir.

În 2008 realizatorul TV Doru Ionescu realizează episodul al șaselea al Integralei Phoenix, intitulat „Apocalipsa după Phoenix: Baba Novak”, care se concentrează pe pregătirea, lansarea și turneul aferent ale albumului Baba Novak, și pe cele două spectacole-eveniment „Phoenix 45 de ani”. În luna mai, Josef Kappl și Mani Neumann părăsesc definitiv Phoenix-ul în urma unor tensiuni cu Covaci, liderul trupei solicitându-le celorlalți muzicieni să semneze un contract prin care „nu au voie să colaboreze doi sau mai mulți membri ai formației, separat de aceasta.” A fost aleasă formula „de doi” ca să nu-l implice și pe Ovidiu Lipan, angajat deja într-un proiect separat. În prealabil, Kappl fusese invitat să cânte împreună cu Neumann în Farfarello, trupa germană a violonistului. Cei doi componenți cu state vechi în Phoenix sunt înlocuiți de Volker Vaessen (bas) și Dzidek Marcinkiewicz (clape).
„A trebuit să înlocuiesc când pe Kappl, când pe Baniciu, dar lumea a acceptat diferitele formule, căci, pe de o parte, am căutat să aleg pe cei mai buni, pe de altă parte, s-a cântat tot Phoenix, chiar mai proaspăt și fără texte uitate și intrări neritmice, cântat sub ton și multe altele.”—Nicolae Covaci, 2008
Nicu Covaci apare pe DVD-ul Folk You 2007 (lansat cu Jurnalul Național pe 4 august 2008) cu piesa „The Measure of a Man”. Aceasta a fost înregistrată în concert, alături de tânărul Silvan Stâncel, în cadrul ediției a treia a Festivalului „Folk You!” de la Vama Veche. Casa de discuri Electrecord, în colaborare cu Phoenix Records, reeditează albumele Cei ce ne-au dat nume, Mugur de fluier, Cantafabule și Vremuri, anii 60....
Pe 1 noiembrie 2008, la clubul „Silver Church” din București, are loc concertul de lansare a unui nou album de creație, Back to the Future..., realizat împreună cu Moni Bordeianu. Materialul conține piese mai vechi, majoritatea neînregistrate anterior, compuse de către Bordeianu (unele împreună cu Covaci). Pe acest disc apare și o versiune reorchestrată a celei mai vechi piese din repertoriul formației – „Știu că mă iubești (și tu)”. Pe 17 noiembrie, Jurnalul Național lansează o nouă ediție de colecție dedicată grupului Phoenix, de data aceasta însoțită de un CD compilație cu 18 piese.
În 2009 este realizat un videoclip la piesa „Touché, Touché” de pe Back to the Future.... Clipul este regizat de Cristian Radu Nema și este inclus pe ediția reeditată a albumului. Pe 1 martie, formația susține un concert la Sala Olimpia din Timișoara, cu scopul de a promova discul lansat în anul precedent și pentru a marca înființarea fan-clubului Phoenix „Timișoara Bikers”, al căror imn este piesa „Liber”. Cu această ocazie, se cântă pentru prima dată imnul „Fie să renască”, având o strofă în plus, compusă de Nicolae Covaci. Pe 7 martie 2009, are loc în Capitală concertul „Ora-hora”, prilej cu care formația este invitată în emisiunea Timpul chitarelor (TVR 2), unde Nicu Covaci vorbește despre reluarea unui proiect mai vechi de-al său, cu influențe celtice – AnteMiorița. Sunt prezentate, în avanpremieră, fragmente lucrate de Cristi Gram în studio din piesele „Cimpoiul fermecat” (care urmează să facă parte din AnteMiorița) și „Asgard” (compoziție mai veche a lui Covaci, dedicată clubului de motocicliști ce l-a scos din impas în Germania). Solistul principal al proiectului AnteMiorița urmează să fie Bogdan Bradu, în timp ce Cristi Gram va avea un rol important în orchestrarea noilor compoziții.
Phoenix apare pe albumul video Timpul chitarelor, scos pe piață sub forma unui DVD ce cuprinde o selecție cu filmări din arhiva Televiziunii Române, ilustrând cele mai reprezentative nume din istoria rock-ului și folk-ului românesc. Cele trei filmări ce aparțin grupului timișorean, prezente pe acest material, sunt „Vremuri”, „Totuși sunt ca voi” (din perioada „beat”) și „Andrii Popa” (videoclip din perioada „etno”, filmat în Studiourile Buftea).
Pe 1 decembrie 2009, de Ziua națională a României, are loc la Sala Palatului premiera spectacolului Sinteza Rapsodia—Anotimpurile, proiect de rock simfonic ce combină suita „Ciclul anotimpurilor” de pe albumul Cei ce ne-au dat nume cu Rapsodia română nr. 1 în La major a lui George Enescu. Unul dintre invitați este Bogdan Munteniță, solist cu care formația va colabora și în anii următori.
Pe 27 mai 2010, la Opera Română are loc concertul „Phoenix Classics”, realizat împreună cu Orchestra Simfonică București (condusă de dirijorul Daniel Jinga). „Phoenix Classics” presupune reluarea sintezei dintre Rapsodia Română nr. 1 în La Major și Cei ce ne-au dat nume și continuă cu cea între Rapsodia Română nr. 2 în Re Major și spectacolul Mugur de fluier. Urmează turneul „SymPhoenix”, în parte acustic, care prilejuiește revenirea formației la Timișoara: spectacolul „SymPhoenix” se desfășoară în Parcul Rozelor, pe 24 iunie 2010, formația fiind acompaniată de Filarmonica Banatul din Timișoara. Pe 28 august, Phoenix participă la Festivalul „Peninsula” de la Târgu Mureș, unde grupul timișorean urcă pe aceeași scenă cu suedezii de la Europe și cu colegii de generație de la Omega (trupă maghiară înființată tot în 1962). Pe 1 septembrie, Phoenix participă la un concert organizat de Institutul Cultural Român, în colaborare cu Organizația studenților basarabeni din București, în Scuarul Operei Naționale din Chișinău, cu ocazia Zilei limbii române în Basarabia. Pe 4 septembrie are loc un concert la Brașov, în cadrul Festivalului „Turnirul Cetăților”. Covaci renunță la Ionuț Contraș. Este publicată cartea Blues de Timișoara, o autobiografie de Béla Kamocsa, lucrare ce conține, între altele, o istorie a perioadei șaizeciste a Phoenix-ului.
Pe 29 martie 2011 se desfășoară un nou concert simfonic „unplugged” la Opera Națională București, ce facilitează încă o colaborare cu Orchestra Simfonică București. De data aceasta, participă și corul Accustic, alături de solistul invitat Bogdan Munteniță. În această perioadă, liderul Phoenix declară pentru presă că a demarat un nou proiect, Rădăcini, despre care precizează: „Pentru prima oară în cincizeci de ani, Ministrul culturii mi-a oferit sprijin pentru proiectul la care lucrez acum. La fel, Ministrul mediului susține inițiativa bazată pe ideea legăturii noastre vitale cu natura.” Tot acum, este readusă în atenția publicului opera AnteMiorița: „«Rădăcinile» este proiectul de finalizat pe anul acesta, iar după aceea, începând de anul viitor, voi lucra la «AnteMiorița», cu ocazia împlinirii celor 50 de ani de Phoenix.” În aprilie 2011, formația este invitată pentru a doua oară în emisiunea Timpul chitarelor (TVR 2), Volker Vaessen fiind suplinit temporar de Iulian Vrabete, basistul de la Holograf. Covaci produce un videoclip pentru piesa „În umbra marelui U.R.S.S.”. Montat de Cristian Radu Nema, clipul conține o combinație între filmări din 2009–2010 cu liderul Phoenix și secvențe din concertul de la Sala Polivalentă din București din toamna lui 2006, ce a închis turneul național „Baba Novak”.
În 2012, după o serie de concerte prin țară, între care unul la început de august, la Festivalul „Folk You! Florian Pittiș”, Ovidiu Lipan Țăndărică părăsește definitiv formația. În locul său vine Ionuț „John” Micu, fostul toboșar al grupurilor Interitus Dei, Krypton și Talisman, care în trecut mai cântase sporadic cu Phoenix. În afară de Covaci, Țăndărică era ultimul component al „formulei de aur” șaptezeciste, rămas în trupă.
„Mi-e frică să nu se prăbușească Pasărea, mi-e teamă să nu cadă într-un ridicol de care unii nu sunt conștienți. În acest moment se pierde esențialul, spiritul Phoenix. Acum e o formație pe care a făcut-o Nicu, e mai mult de cover-uri, iar acest lucru nu-l înțeleg. Are dreptate fostul meu coleg Josef Joschi Kappl când susține că aceste concerte Phoenix au ajuns niște șușe ordinare. Nu am absolut nici o bucurie să iau parte la concert în formula actuală, sunt mult prea mulți invitați, nu mai este sound-ul care îmi place. Concertul în formula asta nu mă avantajează din punct de vedere muzical, prefer să mă ocup de proiectele mele muzicale.”—Ovidiu Lipan Țăndărică despre motivele renunțării la Phoenix, 2012
Anul 2012 a însemnat aniversarea a jumătate de secol de activitate a legendarului grup timișorean ce la început s-a numit Sfinții. Evenimentul jubiliar se desfășoară la Ateneul Român, pe data de 5 decembrie, printre invitații de marcă numărându-se Mircea Albulescu, Gheorghe Zamfir, Grigore Leșe, Vlad Miriță, Marius Mihalache, Adrian Naidin, Valeriu Sepi, Moni Bordeianu, Bogdan Munteniță, Jonny Hellraizer (solistul grupului anglo-spaniol White Coast Rebels), alături de rapsozi populari, un cor de copii, noi tineri instrumentiști, plus bateristul din perioada 1967–1971, Dorel Vintilă Zaharia. Evenimentul marchează începerea colaborării cu violonista Cristina Kiseleff, absolventă de studii muzicale clasice și fostă elevă a lui Gabriel Croitoru și Mircea Tiberian. În 20 decembrie, concertul aniversar este susținut și la Timișoara, în fosta Piața Operei. Tot acum apare pe piață 50 ani: Best of Phoenix 1962–2012, un disc vinil, în ediție limitată, despre care Nicu Covaci spunea: „Este un produs de înaltă clasă, ce se adresează în primul rând colecționarilor și fanilor din «aripa dură» a Păsării Phoenix.”
În iunie 2013, în cadrul unei emisiuni televizate, este prezentat „Cântecul ciobănașului” din opera AnteMiorița, solist vocal fiind Bogdan Munteniță. În 16 iulie, Phoenix participă la un concert pe Stadionul municipal din Piatra Neamț, unde este aniversată împlinirea a 20 de ani de la promovarea în prima ligă fotbalistică a echipei locale Ceahlăul. Pentru această ocazie, trupa compune și înregistrează imnul echipei, care – împreună cu „Cântecul ciobănașului” și cu „Meșterul Manole” (într-o nouă orchestrație) – urmau să fie editate pe un CD maxi-single ce ar fi trebuit să însoțească biletul de intrare pe stadion, lucru ce nu s-a mai concretizat.
Pe 28 octombrie 2013, în clubul „Silver Church” din București, se desfășoară concertul „Phoenix International”, fiind lansat și un CD compilație cu același nume. Atât concertul, cât și discul se axează în special pe creațiile în limba engleză din repertoriul Phoenix, compuse preponderent în perioada de exil din Germania Federală. Participă, în calitate de invitați, Moni Bordeianu, Bogdan Munteniță (soliști vocali), Cristina Kiseleff, Teodor Tomulescu (viori), dar și Mircea Florian cu un scurt recital.
Sfârșitul lui 2013 și începutul lui 2014 aduc schimbări masive de componență. După un ultim concert în 21 decembrie, la Timișoara, solistul Bogdan Bradu se retrage din Phoenix, în urma unei decizii personale de a renunța la muzica rock și de a se întoarce la prima lui dragoste – opera. În februarie, Cristi Gram părăsește și el Phoenix-ul, la un deceniu după ce s-a alăturat formației. Plecarea lui Gram s-a ivit din cauza unei dispute cu Covaci, acesta reproșându-i chitaristului colaborarea cu supergrupul Pasărea Rock, înființat de Mircea Baniciu, Josef Kappl și Ovidiu Lipan. Tot în 2014, în primăvară, Cristina Kiseleff își întrerupe activitatea în Phoenix. În acest context, Covaci reîntregește formula cu Costin Adam (solist vocal), Dan Albu (chitară) și Sergiu Corbu Boldor (vioară, blockflöte), cu care repetă piesele vechi într-un cantonament la Azuga. În luna mai apare maxi-single-ul Asgard, ce conține piesa omonimă, „Vino, Țepeș!” „Nevermind” și „Nunta”. Acestea sunt primele înregistrări oficiale cu Costin Adam, noul vocalist. În vară, Ionuț Micu este înlocuit cu Flavius Hosu, un toboșar de doar 13 ani, iar chitaristul Andrei Cerbu (11 ani) cântă ocazional cu Phoenix. În urma a două cantonamente a câte o lună, la Sinaia și Mangalia, sunt definitivate piesele pentru un nou album ce are ca temă principală voievozii și regii care au luptat pentru țară împotriva dușmanilor. Pe 16 octombrie are loc un concert în Berăria H din Capitală, concomitent cu apariția unui maxi-single promoțional cu trei piese, ce prefațează noul album. Covaci întrerupe colaborarea cu Dan Albu și cu Sergiu Corbu Boldor și îi cooptează pe Andrei Cerbu și Marc Alexandru Ținț, ambii la chitară.

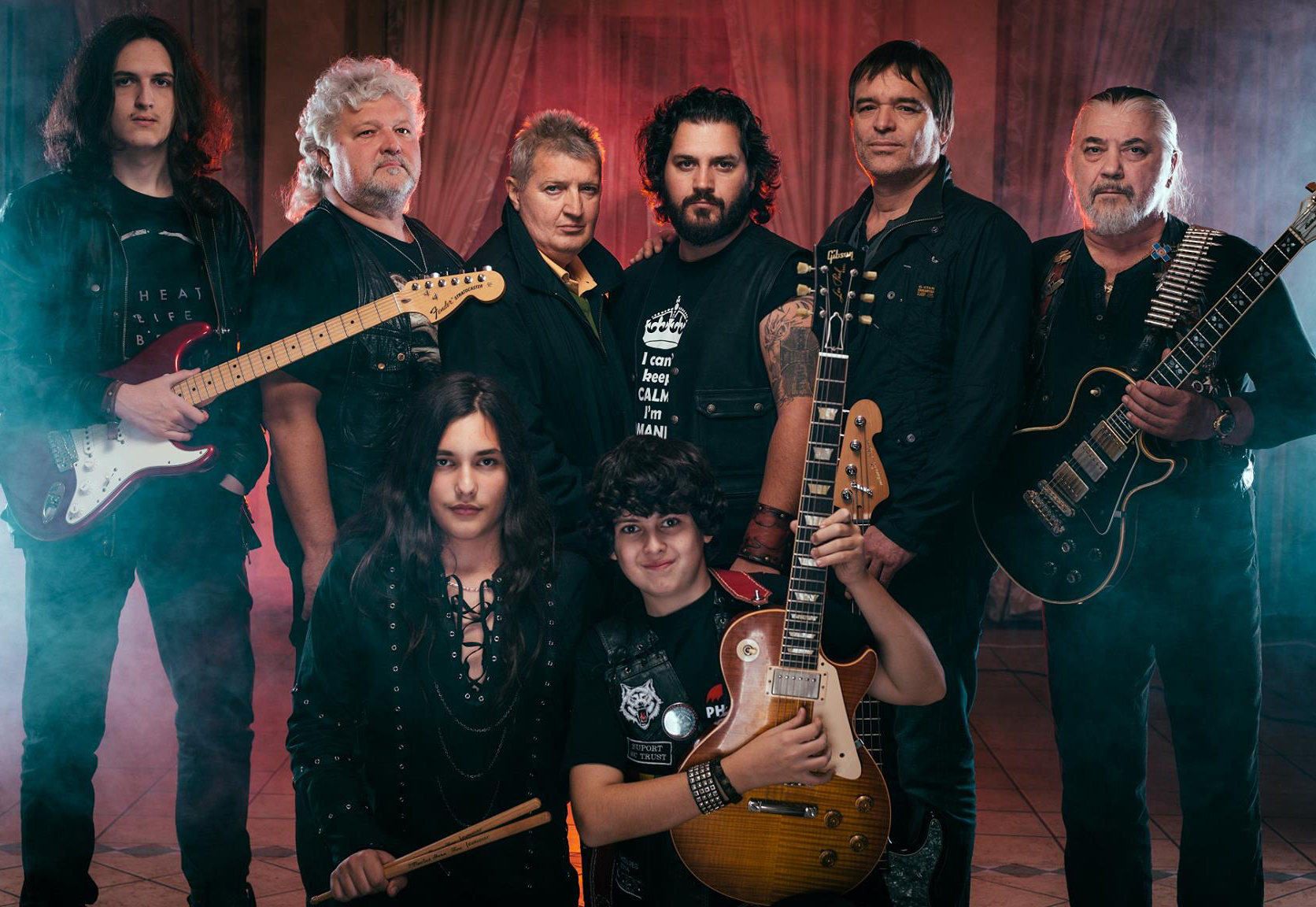
Phoenix (2015). De la stânga la dreapta: Marc Alexandru Ținț, Dzidek Marcinkiewicz, Moni Bordeianu, Costin Adam, Volker Vaessen, Nicu Covaci (sus), Flavius Hosu și Andrei Cerbu (jos).

Noul album se numește Vino, Țepeș! și este lansat în cadrul unui concert pe 6 decembrie la Palatul Național al Copiilor. Odată cu acest album, apar pe piață două volume despre istoria formației, scrise de Nicolae Covaci, având subtitlurile Însă eu, o pasăre..., respectiv Giudecata înțelepților. Primul reprezintă reeditarea cărții Phoenix, însă eu..., publicată inițial în 1994, și prezintă istoria grupului timișorean de la înființare până la plecarea clandestină în Germania de Vest. Al doilea volum reprezintă o lucrare nouă, în care Covaci relatează povestea Phoenix din perioada 1977–2014. Ambele volume apar la Editura Integral, fiind lansate oficial în data de 22 noiembrie, la Târgul Internațional Gaudeamus din București. În anul următor, la aceeași editură, apare a treia ediție (după cele din 1976 și 1994) a volumului Texte pentru Phoenix. Acesta reunește versurile scrise de poetul Șerban Foarță (în colaborare cu Andrei Ujică) pentru Cantafabule. Este filmat un videoclip pentru piesa care dă numele discului Vino, Țepeș!.
Între 28 februarie și 29 martie 2015, Nicu Covaci și Moni Bordeianu susțin o serie de concerte în țară, alături de Dzidek Marcinkiewicz și Roxana Zanga, interpretând melodii din repertoriul șaizecist al formației. În prima ediție a emisiunii Mituri muzicale românești (TVR 2) sunt intervievați Covaci și Bordeianu. La 1 octombrie are loc evenimentul „Legendarii” la Berăria H, cu mulți invitați care urcă pe scenă să-l omagieze pe liderul Phoenix: Roxana Zanga, Mihai Moșoi, Cristian Mihai, Ad-Hoc, Alin Oprea, Sabina Abrudian, Mihaela Mihai, Tavi Iepan, George Costinescu, Sebastian Simonis, Claudiu Purcărin, Hanno Höfer, Dan Helciug, Cristian Hrubaru, Anca Vijan Graterol, Trooper, Ilie Stepan, Dixie Krauser, Mircea Florian, Moni Bordeianu, AG Weinberger, Eugen Mihăescu, Cristi Gram. La eveniment mai iau parte, între alții, și Anton Petrașincu, Sandu Albiter, Doru Ionescu, Florin-Silviu Ursulescu, Adrian Naidin. Cu această ocazie, Cristi Gram revine în Phoenix, încheind astfel periplul chitariștilor de pe parcursul ultimului an. În 5 noiembrie, pe fondul protestelor de stradă generate de tragedia de la Colectiv, este înregistrată piesa „Fie să renască”, în fapt o variantă refăcută a melodiei „Phoenix” de pe Cantofabule.
Pe 14 noiembrie, la Timișoara, în incinta Muzeului de Artă, se deschide pentru public expoziția „Mitologii personale” cu lucrări de pictură realizate de Valeriu Sepi, „căprarul din Phoenix”. Expoziția este însoțită de cartea cu același nume și va fi vernisată și la București, în perioada 9–30 martie 2017, în Sala „Constantin Brâncuși” de la Palatul Parlamentului.
Pe 16 martie 2016, la Hard Rock Cafe, este organizat un prim concert din seria „Arhaic Rock”, în care, alături de instrumentele specifice rock-ului, își găsesc locul violoncelul și câteva instrumente tradiționale precum tulnicul, toaca, buciumul sau cavalul. Participă Nicu Covaci, Adrian Naidin (violoncel), Maria Casandra Hauși (voce), alături de doi tineri muzicieni – Roxana Zanga și Daath Yug – ce au înființat Drum'n'Flute, un proiect de muzică etno rock interpretată cu instrumente tradiționale românești și având ca punct de plecare „Strunga”. Este publicată cartea Nebunul cu ochii închiși. Mony Bordeianu în dialog cu Doru Ionescu, o biografie a primului vocalist al grupului timișorean. Pe 23 octombrie 2016, Televiziunea Română difuzează un episod din Povești cu cântec dedicat lui Nicu Covaci și Dan Andrei Aldea, cinci zile mai târziu cei doi având un concert inedit împreună, axat pe blues, la Hard Rock Cafe. Covaci întrerupe colaborarea cu Volker Vaessen și, la propunerea lui Cristi Gram, aduce în Phoenix un nou basist în persoana lui Vladimir (Vlady) Săteanu, fost membru în Sarmalele Reci, byron și Timpuri Noi.
În 2017 Phoenix împlinește 55 de ani, moment marcat de spectacolul „Phoenix & Friends Rock Edition”, desfășurat la Arenele Romane din București, pe 19 aprilie, chiar în ziua în care Nicu Covaci face 70 de ani. Evenimentul aduce pe scenă, alături de membrii Phoenix, o serie de invitați din zona rock-ului: Dan Andrei Aldea, Călin Pop (Celelalte Cuvinte), Roman Iagupov (Zdob și Zdub), AG Weinberger, Rareș Totu, Alin Oprea (Talisman), Crivăț și Luparul (Bucovina), Trooper, Bogdan „Bodo” Marin (Proconsul), Eugen Mihăescu și Gabriel „Guriță” Nicolau (Krypton), Tavi Iepan (Rezident EX), soliștii Moni Bordeianu, Bogdan Bradu și Malcolm J. Lewis, veteranul toboșar Dorel Vintilă Zaharia, dar și tinerii chitariștii Flavia Staicu și Andrei Cerbu (amândoi în vârstă de 14 ani). Pe 2 iunie, în Piața Libertății din Timișoara, un al doilea concert aniversar „Phoenix & Friends 55 de ani”, îi aduce pe scenă, lângă veterana trupă, pe invitații Moni Bordeianu, Bogdan Bradu, Bogdan Munteniță și Valeriu Sepi, plus două formații locale: All Friends Band și Vest Phoenix Cover. Pe 12 septembrie se desfășoară la Berăria H un alt spectacol aniversar, de data aceasta „unplugged”. Între 22 și 28 septembrie, la Hotel Caro din București are loc o expoziție de fotografii ce ilustrează istoria trupei. Ulterior, aceasta va fi vernisată și la Cluj, la Sala Radio. 
Apare o nouă carte semnată Nicu Covaci: 55 de ani de Phoenix în 21 de interviuri, volum coordonat de istoricul brașovean Alexandru Daneș, pasionat de Phoenix. Pe 7 octombrie 2017 este difuzat episodul al șaptelea al Integralei Phoenix, intitulat „Știu că mă iubești și tu... Vlad Țepeș!” (realizator Doru Ionescu, TVR). Episodul acoperă perioada 2008–2014, prezentând lansarea discului Back to the Future..., aparițiile în emisiunea Timpul chitarelor (2009 și 2011), proiectele live „Rapsodia I/Cei ce ne-au dat nume”, „Phoenix Classics” și „SymPhoenix”, jubileul de la Ateneul Român din decembrie 2012, încheindu-se cu pregătirea albumului Vino, Țepeș!. Este cooptată violonista Lavinia Săteanu, semifinalistă la emisiunea-concurs Românii au talent și inițiatoare a proiectului Laviolin Electric Band.

### Renașterea. Turnee în noua componență (2018–2021)
Pe 28 ianuarie 2018 are loc evenimentul „Eminescu, eternul Phoenix” la Palatul Noblesse din București, unde, alături de Phoenix (care susține un microrecital), mai participă jurnalistul Doru Ionescu, eminescologul George Anca și solistul Stelu Enache. Cu această ocazie apare CD-ul Eminescu, eternul Phoenix, distribuit împreună cu o broșură despre prezența versurilor lui Mihai Eminescu în muzica rock/folk românească. Pe 31 ianuarie, la Craiova, odată cu concertul „Unplugged – Anotimpurile (Iarna)”, trupa marchează cei 45 de ani trecuți de la lansarea albumului Cei ce ne-au dat nume.
Este reluat proiectul Sinteza Rapsodia—Anotimpurile, ce a avut premiera în decembrie 2009. Turneul național „Sinteza – Rapsodia” începe pe 10 februarie 2018, la Iași, și se încheie pe 4 ianuarie 2019, la București. În această perioadă, formația a avut și alte proiecte, precum cele trei concerte „Arhaic Rock” din luna octombrie. „Sinteza – Rapsodia” constituie primul turneu într-o formulă nouă, renăscută, „cea mai bună pe care Phoenix a avut-o vreodată”, conform liderului Nicu Covaci. Astfel, alături de acesta, îi găsim pe orădeanul Vlady Săteanu la bas, soția lui – Lavinia Săteanu – la vioară, Cristi Gram la chitară, solistul Costin Adam și tânărul toboșar Flavius Hosu. Covaci renunță la Dzidek Marcinkiewicz.
Este publicată cartea Între Phoenix și... Le Corbusier. Costin Petrescu în dialog cu Nelu Stratone, o biografie a arhitectului-muzician Costin Petrescu, membru Phoenix între 1972–1975 și participant la înregistrarea legendarelor albume Cei ce ne-au dat nume și Mugur de fluier. Ediția a doua (revizuită și completată) apare în 2022 la Editura Corint.

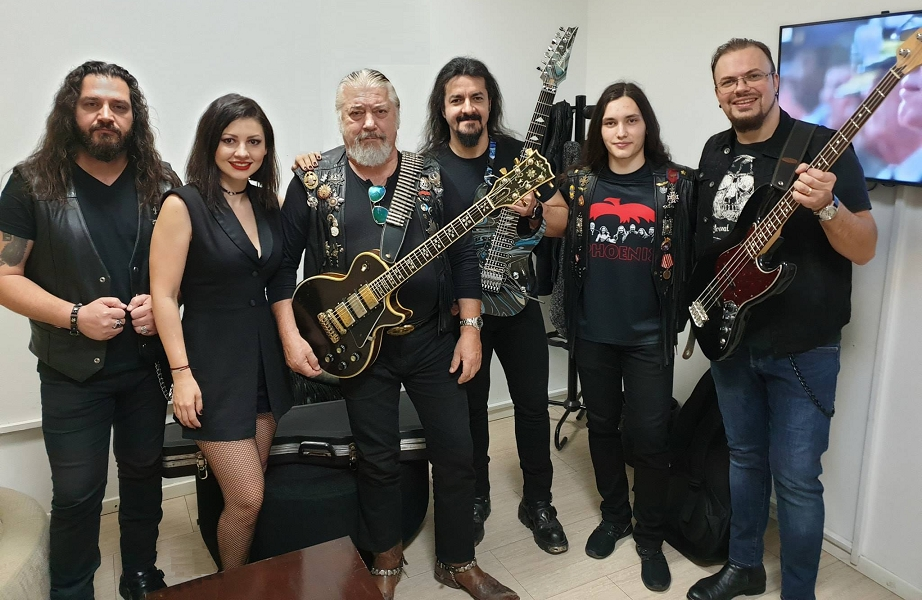
Phoenix, în formula renăscută: Costin Adam, Lavinia Săteanu, Nicu Covaci, Cristi Gram, Flavius Hosu, Vlady Săteanu.

În aprilie 2019, în cadrul emisiunii Muzică și Radio realizată de Lenți Chiriac și difuzată de Radio România Actualități, Cristi Gram anunță că formația lucrează la două albume ce se află în curs de imprimare în studio: primul este constituit de materialul proiectului Sinteza Rapsodia—Anotimpurile, iar al doilea este reprezentat de reînregistrarea în formula actuală și cu un sunet modern a 12 dintre cele mai cunoscute hit-uri Phoenix. Tot acum, Gram reamintește de opera rock AnteMiorița, pe care formația o are în vedere în continuare pentru a fi imprimată în studio și pusă în scenă. Dintre hit-urile reînregistrate, „Jocul” este difuzat în premieră la 20 noiembrie, pe Rock FM, în cadrul emisiunii Rock Driver realizată de Cristian Hrubaru.
Pe 31 august 2019 apare albumul de restituiri The 80s, editat sub forma unui CD promoțional. Materialul acoperă perioada din Germania Federală, incluzând piese compuse și înregistrate de Covaci, după ce acesta a fost părăsit de colegii săi din formula în care grupul a fugit din România în 1977. Majoritatea cântecelor incluse pe The 80s apar pentru prima oară pe suport compact disc. Alături de melodiile reluate de pe LP-ul Transsylvania (1981) și de pe discurile single Ballade for You/The Lark (1987) și Tuareg/Mr. G's Promises (1988), CD-ul mai conține șase piese din arhiva personală a lui Covaci, publicate în premieră în variantele lor originale („Empire of Vampires”, „The Tale of Baba Novak”, „Morning Light”, „Running”, „Bounty Man”, „I Need a Friend”) și o înregistrare live din 1980 cu „Strunga”. Concomitent cu publicarea albumului de restituiri The 80s, apare și o variantă reeditată a compilației Phoenix International (2013). Ambele CD-uri sunt realizate cu sprijinul DB Schenker care devine partenerul logistic oficial al trupei.
În prima jumătate a lunii octombrie 2019, formația susține un mini-turneu în Canada, în patru mari orașe: Toronto, Montréal, Calgary și Vancouver, iar apoi se întoarce în România pentru a demara un nou turneu, „Fie să renască”, ce cuprinde 12 orașe. Patru concerte au loc la finalul lui octombrie, la Galați, Brașov, Cluj-Napoca și Sibiu, iar restul de opt concerte se desfășoară pe parcursul lui noiembrie: Vaslui, Iași, Buzău, Brăila, Oradea, Arad, Constanța și Ploiești.
Pe 23 noiembrie este lansată cartea Nicolae Covaci – Pictorul. Aceasta prezintă în premieră peste 100 de fotografii cu lucrări de pictură și sculptură realizate de-a lungul timpului de liderul Phoenix. Albumul este structurat în zece secțiuni și are 116 pagini. Pe lângă comentariile scrise ale lui Covaci, cartea include și 12 coduri QR, care conectează paginile volumului tipărit cu mediul online, fiind astfel prima carte hibridă (smart-book) din domeniul artelor plastice, publicată în România și, probabil, în lume. După două apariții la Berlin și Stuttgart, pe 9 și 10 decembrie, organizate prin Institutul Cultural Român și Consulatul Onorific al României din Leipzig, pe 15 decembrie, la Arenele Romane, Phoenix urcă din nou pe scenă în fața publicului bucureștean, cu prilejul concertului „Fie să renască”, care încheie turneul omonim. În preambulul recitalului Phoenix, cântă formațiile Riot Monk, White Coast Rebels și Latvian Blues Band, în timp ce Maria Casandra Hauși și Bogdan Munteniță participă ca invitați.
Anul 2020 aduce cu sine mult mai puține spectacole din cauza pandemiei de coronavirus. Au loc doar câteva concerte, cele mai importante fiind „Phoenix Classics” (pe 22 ianuarie, la Hard Rock Cafe), „Rock 100% românesc” (pe 11 septembrie, la Teatrul de vară „Mihai Eminescu”, împreună cu Trooper), în timp ce al doilea calup de concerte din turneul „Fie să renască” (ce urma să cuprindă 17 date în perioada martie–mai) este amânat și mai apoi anulat. Pe 19 aprilie, cu ocazia aniversării a 73 de ani de viață, membrii formației îi dedică lui Nicu Covaci cântecul „Mugur de fluier”, într-o nouă înregistrare, efectuată de fiecare de acasă.
În august și septembrie 2020 apar două casete audio, editate de către colecționarul de discuri Remus Miron (Lektronikumuz) din Brașov, sub egida DJs Techno Conference (DTC). Prima, publicată sub numele Phoenix Remastered Tape și într-o ediție limitată, reprezintă o remasterizare a compilației Formația „Phoenix”, lansată inițial de Electrecord în 1975. A doua este o reeditare, de asemenea remasterizată, a albumului Cantafabule și conține câteva piese suplimentare față de materialul original: două interludii extrase din proiectul Cantafabule remix, melodia „Omule, cine ești tu?” (de pe LP-ul Formații de muzică pop 1), respectiv „Culegătorul de melci” și o bucată de peste 7 minute (needitate anterior) din opera rock Omul 36/80 (1969). În februarie 2021 apare a treia casetă audio, Agentul straniu – Remastered Tape, ce conține coloana sonoră a filmului Agentul straniu (1974, regia: Savel Știopul). La aceasta au contribuit compozitorii Edmond Deda și Harry Maiorovici, împreună cu formațiile Phoenix și Roșu și Negru. În afară de coloana sonoră propriu-zisă, caseta include câteva vechi piese rock românești, needitate anterior pe vreun suport, între care și „Bun e vinul ghiurghiuliu” (1965), una din primele prelucrări folclorice ale grupului Phoenix, extrasă din arhiva Radio.
„Phoenix Classic” (Quantic Club, 30 iunie) deschide sezonul concertistic pentru anul 2021. Urmează, pe 8 iulie, un spectacol „SymPhoenix”, alături de Orchestra Simfonică București, în incinta teatrului de vară din Parcul Herăstrău. După alte două apariții live, una la Râșnov, pe 31 iulie, cealaltă la Sighișoara, în ziua următoare, în închiderea festivalului medieval, seria „SymPhoenix” continuă cu spectacole la Bacău (Teatrul de vară „Radu Beligan”, 11 septembrie, alături de Filarmonica „Mihail Jora”), apoi la Craiova (amfiteatrul din Parcul Nicolae Romanescu, 17 septembrie, cu Filarmonica Oltenia). Dirijorul celor două orchestre pentru aceste evenimente de rock simfonic este Bogdan Vodă.
Pe 20 decembrie 2021, în aceeași zi în care Phoenix cântă în cadrul evenimentului „Rock for Revolution” în Piața Libertății din Timișoara, la Sala Lira este lansat primul volum al cărții Colecție de partituri. Acesta cuprinde partiturile a zece piese, realizate corect – așa cum sunt compuse și aranjate original, cu textul corect, o serie de fotografii rare, precum și unele cu formula actuală, realizate de Theodor Tudose. Volumul reprezintă primul pas dintr-o serie care urmărește să cuprindă toată discografia Phoenix.

### Filmele documentarePhoenix: PovesteașiHar/Jar(2022–prezent)
2022 este anul în care Phoenix împlinește șase decenii de la înființare. Au existat intenții de reunire a „formulei de aur” pentru o serie de concerte Phoenix 60, însă disputele între Covaci și Kappl în privința desfășurătorului și pretențiile financiare ale lui Baniciu au condus la nerealizarea acestor evenimente. Începând din primăvară, sunt susținute frecvent concerte. Pe 17 aprilie are loc concertul aniversar „Nicu Covaci 75 de ani” la Quantic (cu Bucovina, Sur Austru și Doar Atât în deschidere). Pe 2 august, de Zilele Timișoarei, Phoenix prezintă un spectacol „SymPhoenix” în Parcul Rozelor, alături de Filarmonica Banatul, pe scenă fiind invitați Ovidiu Lipan Țăndărică, Valeriu Sepi, Mani Neumann, Alin Oprea și Bogdan Munteniță.
În lipsa unui produs discografic nou sau a spectacolelor cu „formula de aur” șaptezecistă reconstituită pe scenă, aniversarea celor 60 de ani de existență este marcată de realizarea unor filme și publicarea câtorva cărți care să prezinte istoria formației și a membrilor marcanți, cei care au creat legenda. Editura Trei republică lucrarea lui Șerban Foarță și Andrei Ujică Texte pentru Phoenix, cu libretul complet, dar și cu versurile muzicii așa cum apar pe Cantafabule. Aceasta este a patra ediție a cărții. Prin mijlocirea lui Ujică, echipa emisiunii Remix (TVR) reface o ediție specială Pop Cultura din 2003, aducând-o la zi în avanpremiera Integralei Phoenix (partea a VIII-a). Intitulată „De la niște «Texte pentru Phoenix» la «Cantafabule»”, emisiunea conține un amplu interviu cu Andrei Ujică, alături de imagini de arhivă ce ilustrează proiectul Cantafabule și de fragmente mai vechi în care sunt intervievați Șerban Foarță, Andrei Oișteanu, Florian Pittiș și membri din formula clasică Phoenix.
În 5 august, în cadrul Festivalului „Serile Filmului Românesc” de la Iași, în prezența lui Nicu Covaci și a regizorului Cristian Radu Nema, are loc avanpremiera filmului documentar artistic Phoenix: Povestea. În toamnă, pe 16 octombrie, Sala Palatului din Capitală găzduiește premiera de gală a producției cinematografice, eveniment de anvergură la care participă, în afară de Covaci și Nema, câțiva membri importanți din istoria grupului: Mircea Baniciu, Costin Petrescu, Mani Neumann, Valeriu Sepi, Moni Bordeianu, Ovidiu Lipan – care însă nu a mai putut ajunge, dar și componenții formulei actuale. Proiecția filmului este însoțită de un recital Phoenix în care, la un moment dat, Baniciu și Covaci s-au aflat din nou împreună pe scenă după 15 ani, pentru câteva piese.
Phoenix: Povestea, regizat de Cristian Radu Nema în colaborare cu Mimis Ravanis, transpune cinematografic spiritul și mesajul cultural al celui mai cunoscut și longeviv grup rock românesc, conținând imagini de arhivă unice, niciodată prezentate public sau încorporate în alte materiale video. Aceste imagini au fost oferite de regizorii Ioan Cărmăzan și Dan Chișu. Produs de Bianca Beatrice Michi, Nicolae Covaci și Cristian Radu Nema, documentarul beneficiază de scenografia Oanei Cocea, de scenariul lui Mimis Ravanis, de consilierea lui Doru Ionescu și de participarea actorului Rareș Andrici în rolul de narator. După cum îi sugerează și titlul, filmul prezintă în aproape două ore, în stilul narativ și totodată artistic, istoria trupei așa cum a fost trăită de numeroase generații. Din acest punct de vedere, se diferențiază de seria Integrala Phoenix realizată de Doru Ionescu.
În conferința de presă prilejuită de premiera de gală Phoenix: Povestea, Cristian Radu Nema declară: „Trupa a renăscut de fiecare dată din propria cenușă, iar povestea fenomenului Phoenix nu are nici început și nici sfârșit. Principalul scop al documentarului este de a insufla tuturor generațiilor de fani această emoție a transmutației, puterea de a depăși orice obstacol, păstrând aproape valorile fundamentale: importanța tradițiilor, tăria de caracter, curajul de a explora necunoscutul. Principiul călăuzitor al transformării Phoenix este reînnoirea, însă forța schimbării nu poate veni decât din interior.” Tot acum, Nicu Covaci face câteva precizări la rândul său: „Toți cei care au venit în Phoenix s-au identificat cu mesajul clar al Phoenix-ului, din convingere și talent. Au fost și oameni sensibili, de aceea au putut să transmită energie și să creeze fenomenul de rezonanță. Este fenomenul decisiv: rezonanța între noi și public. Asta înseamnă că mesajul a fost transmis corect. Cristian și întreaga echipă au făcut niște eforturi extraordinare pentru a putea realiza acest film. Scopul definitiv și decisiv al formației este de a încuraja lupta pentru bine. Iar acest film reușește să transmită acest lucru.”
Premiera este urmată de un turneu național de promovare. Prima parte a acestuia, desfășurată pe parcursul lunii decembrie 2022, cuprinde opt proiecții speciale în tot atâtea orașe: la Alba Iulia (chiar de Ziua națională a României), apoi la Cluj, București, Timișoara, Brașov, Iași, Constanța și Galați. Alături de Covaci și Nema (prezenți la toate proiecțiile), la patru din acestea participă și Țăndărică, la Timișoara fiind alături și Valeriu Sepi. În 14 martie 2023, filmul ajunge la Chișinău, fiind prezentat la Cinematograful Patria – „Emil Loteanu”, unde asistă câteva personalități culturale ale Republicii Moldova, cum ar fi poetul Ion Hadârcă, producătorul de film Virgiliu Mărgineanu (președinte al Uniunii Cineaștilor) sau actorul-regizor Petru Hadârcă (director al Teatrului Național „Mihai Eminescu”). După succesul de la Chișinău, Covaci și Nema se întorc în țară pentru a doua parte a turneului național, care începe la Brașov (cu a doua proiecție în acest oraș, de data aceasta în cadrul Festivalului de film românesc „CinemaUniT”), urmată de alte zece orașe noi: Târgu Mureș, Bistrița, Zalău, Oradea, Arad, Sibiu, Târgu Jiu, Craiova, Pitești, încheindu-se la Râmnicu Vâlcea, pe 3 aprilie. Filmul este selectat pentru Festivalul Indie al producătorilor de film independenți (IPIFF), iar apoi, în iunie și iulie 2023 are parte de proiecții speciale în patru capitale europene (Paris, Londra, Madrid și Roma), urmând să ruleze în cinematografele din România pentru publicul larg.
În perioada în care se desfășoară prima parte din turneul național de promovare a filmului lui Nema, în 8 decembrie 2022, pe TVR 1, este difuzat în premieră un alt film documentar, intitulat Phoenix. Har/Jar. Regizat de Cornel Mihalache (care este deopotrivă autorul scenariului) și produs de Claudia Nedelcu Duca prin intermediul Televiziunii Române, această a doua producție cinematografică ce marchează 60 de ani de Phoenix este structurată ca o colecție de interviuri cu membri ai formației de dinaintea plecării clandestine peste graniță din 1977, la care se adaugă câțiva reprezentanți ai „ecosistemului” Phoenix din acea perioadă sau alți cunoscători ai fenomenului. În cele 104 minute cât durează, filmul punctează momente importante din cronologia tumultuoasă a trupei, de la primele apariții din 1962 sub numele de Sfinții, până în prezent, povestind, în premieră, întâmplările prin care au trecut în țară, relația cu Securitatea, momentele în care au hotărât să fugă din România și cum au reușit s-o facă, dar și viața pe care au dus-o peste hotare înainte și după Revoluția din 1989. „Este un film despre oameni, nu despre muzică. Oameni frumoși cu orgolii mari, bătrâni cu suflet de copil. Stăpânii României, la un moment dat. Cu o viață plină de întâmplări urâte și frumoase, vesele și triste. În 60 de ani au trecut prin multe. Eu îmi închipui formația ca pe un vagon regal într-o gară regală. Mulți urcă și mulți coboară. Sunt locuri de primă clasă și locuri la economic, clasa a doua. Conductor e doar unul. Am încercat să ajung dincolo de legendă. Sper că am reușit, cât de cât”, mărturisește regizorul Cornel Mihalache. Filmul intră în cinematografe începând cu 20 ianuarie 2023, având o expunere limitată și este promovat prin câteva prezențe în emisiuni televizate din partea lui Covaci și Baniciu. Premiera Phoenix. Har/Jar de la TVR este dublată de lansarea cărții cu același nume în cadrul Târgului Gaudeamus. Aceasta conține cele 21 de interviuri ce au fost filmate pentru documentar, transcrise în variante complete, plus 80 de pagini de inserturi grafice din Arhivele Securității, deținute de CNSAS. Cartea apare la Editura Integral, care scoate concomitent volumul Phoenix 60 în interviuri, lucrare îngrijită și coordonată de Alexandru Daneș, ce conține interviuri cu liderul Phoenix extrase în presa vremii începând cu 1968, alături de o încercare de cronologie și alte informații.
În martie 2023 Phoenix ține câteva concerte sub titulatura „Cei ce ne-au dat nume”, urmate în 19 aprilie de un spectacol la Arenele Romane în care sunt aniversați cei 76 de ani împliniți de liderul trupei. Momentul este marcat de prezența invitaților Mani Neumann, Alin și Aurelian Dincă (Trooper), Marius și Călin Pop (Celelalte Cuvinte), Crivăț și Luparul (Bucovina), Bogdan Munteniță (RIT), Valentin Ștefan (Doar Atât), Ovidiu Lipan și Cristian Hrubaru (Rock FM). Tot în această perioadă, timp de aproape o lună este deschis publicului un vernisaj la Muzeul Național „Constantin Brâncuși” din Târgu Jiu, unde sunt expuse lucrări de pictură realizate de Nicu Covaci și Valeriu Sepi. Evenimentul poartă numele „Fie să renască!” și comemorează 66 de ani de la intrarea în eternitate a lui Constantin Brâncuși.

## Sigla formației

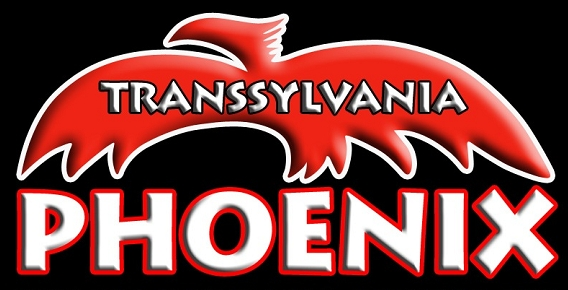
Sigla formației, în varianta cea mai întâlnită.

Sigla formației reprezintă o pasăre Phoenix stilizată, de culoare roșie, și a fost creată de către Nicolae Covaci. Primele apariții ale acesteia datează din 1994. Ulterior, aspectul siglei a variat în mică măsură, cele mai frecvente modele fiind: 
- pasărea având înscris în conturul ei numele „Phoenix”;
- pasărea cu numele „Phoenix” înscris sub ea;
- pasărea având înscris în conturul ei numele „Phoenix” și dedesubt „Transsylvania”;
- având înscris în conturul ei numele „Transsylvania” și dedesubt „Phoenix”.

Cea din urmă variantă este preferată în mod curent, regăsindu-se pe producțiile din 2005 încoace. Aceeași siglă este utilizată și de către casa de discuri Phoenix Records.

## Legături cu alte proiecte muzicale
În îndelungata sa istorie, Phoenix a avut legături cu alte proiecte muzicale, atât în România, cât și în Germania. În două rânduri, trei dintre membrii Phoenix au părăsit trupa și au înființat, în paralel, alte formații. Prima dată s-a întâmplat în 1978, în Germania de Vest, când Erlend Krauser, Josef Kappl și Ovidiu Lipan, dezamăgiți de lipsa aparentă de succes a formației după ce aceasta a părăsit România, dar și în urma unor dispute stilistice cu liderul Nicolae Covaci, au părăsit Phoenix-ul și au înființat grupul Madhouse (în traducere „Casa de nebuni”). Madhouse a avut o activitate de scurtă durată, lansând albumul From the East în 1979, și înregistrând un al doilea material, Giacca de Blue, care însă nu a mai fost lansat la vremea respectivă (fiind editat pe CD abia în 2008). În 1980, trupa Madhouse s-a despărțit, Ioji Kappl și Erlend Krauser trecând la formația Lake, iar Ovidiu Lipan reîntorcându-se la Phoenix.

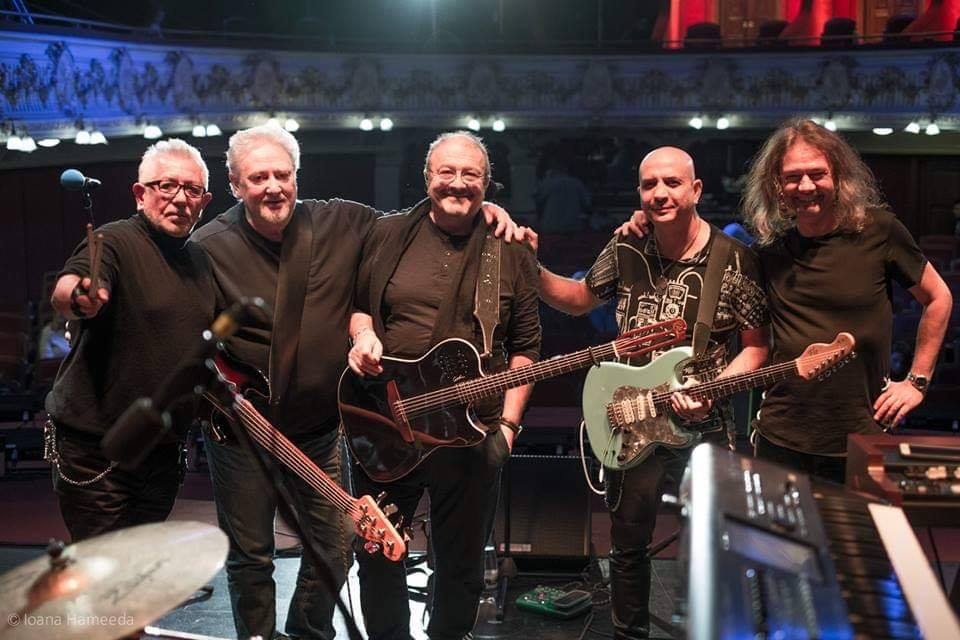
Pasărea Rock (2018)

A doua oară când trei componenți Phoenix au părăsit formația și au înființat un proiect în paralel s-a întâmplat în 2014, de data aceasta în România, când Mircea Baniciu, Josef Kappl și Ovidiu Lipan au pus bazele supergrupului Pasărea Rock. În prealabil, primii doi au demarat proiectul Baniciu & Kappl, după ce aceștia au părăsit Phoenix-ul în 2007, respectiv 2008. Cei doi muzicieni apar într-un concert la Sala Palatului pe 3 decembrie 2008, prilej cu care lansează maxi-single-ul Pe Argeș în jos, ce constituie o avanpremieră pentru opera rock Meșterul Manole, abandonată în anii '70 din cauza cenzurii și la care Kappl a reînceput să lucreze în 2008. Fostul basist din Phoenix finalizează opera în anul 2013, premiera națională a acesteia având loc la Timișoara, pe 30 noiembrie, cu participarea Filarmonicii Banatul. La rândul său, bateristul Ovidiu Lipan Țăndărică a părăsit Phoenix-ul în 2012. Acesta s-a alăturat lui Baniciu și Kappl, și împreună au fondat Pasărea Rock. Prima formulă l-a inclus și pe chitaristul Cristi Gram, după ce acesta a renunțat la Phoenix în urma unei dispute avute cu Covaci. La concertul de învestire a noului supergrup (Sala Palatului, 25 martie 2014), pe scenă au urcat alți doi foști membri Phoenix: Mani Neumann (vioară) și Costin Petrescu (percuție). În prima fază, repertoriul de concert Pasărea Rock conținea, pe lângă creațiile noi, compoziții Phoenix, însă în iunie 2014, Nicu Covaci câștigă procesul prin care a cerut ca foștii săi colegi – Baniciu, Kappl și Neumann – să nu mai aibă dreptul să cânte piesele semnate de el. Prin urmare, au rămas doar piesele realizate de Ioji Kappl pentru albumul Cantafabule (1975), la care se adaugă „Muzică și muzichie” (compusă tot de Kappl) și „Andrii Popa” (compusă de Baniciu), ambele apărute inițial pe Mugur de fluier. Pasărea Rock a lansat două discuri maxi-single în scop promoțional, Legenda (2014) și Călușandra (2015), urmate de albumul Legenda (2016). Pe primul maxi-single a fost inclusă „Pasărea roc...2014”, fiind vorba de o versiune refăcută și rearanjată, împreună cu Cristi Gram, a compoziției „Pasărea Roc...k and Roll”. În iulie 2019 este anunțat al doilea album, Cavalcada, ce va conține o trilogie formată din piesele „Vasiliscul și Aspida”, „Sirena” și „Pasărea calandrinon”, prezentate într-un aranjament de rock simfonic. Dintre acestea, noua variantă „Vasiliscul și Aspida” este publicată în septembrie 2021, însoțită de un videoclip, dar fără participarea lui Baniciu (retras între timp din proiect). Cavalcada, a cărui lansare a fost amânată în repetate rânduri, a apărut în cele din urmă sub titulatura Meșterii Rock – noul supergrup al lui Kappl, înființat în aprilie 2023.
Grupul Phoenix părăsește clandestin România în 1977, însă solistul Mircea Baniciu, rămas în țară, continuă să cânte unele melodii din repertoriul formației. După Revoluție, fondează împreună cu Mircea Vintilă, Florian Pittiș și Vlady Cnejevici supergrupul Pasărea Colibri. Pe albumele scoase de Pasărea Colibri sunt incluse mai multe cântece din catalogul Phoenix, reinterpretate într-un stil folk rock mai accesibil publicului larg: „Vremuri”, „Canarul”, „Andrii Popa”, „Mugur de fluier” și „Phoenix” (pe discul În căutarea cuibului pierdut, 1995), „Mica țiganiadă” (pe Ciripituri, 1996), „Nebunul cu ochii închiși” (pe Încă 2000 de ani, 2002). De asemenea, „Andrii Popa” apare (într-o altă variantă) pe volumul al doilea al albumului live Pasărea Colibri 10 ani și pe DVD-ul cu același nume. După ce părăsește definitiv Phoenix-ul în septembrie 2007, Baniciu se concentrează pe realizarea unei serii de trei CD-uri „best of” ce conțin în total 40 de piese proprii, reorchestrate, imprimate în studio și produse de Vlady Cnejevici. Volumul al doilea, apărut pe piață în 2010, conține hit-ul „Andrii Popa”, iar volumul al treilea, înregistrat un deceniu mai târziu, se încheie cu „Din Apuseni la răsărit”, piesă destinată inițial pentru Phoenix, cunoscută și ca „Origine” (titlu sub care apare, într-o variantă diferită, pe albumul Pasărea Rock – Legenda). Gala „Stele românești – Mircea Baniciu, 50 de ani de carieră” din 10 noiembrie 2022, prilejuiește reîntâlnirea pe scena Teatrului Național din Timișoara a patru foști membri Phoenix – Mircea Baniciu, Ioji Kappl, Costin Petrescu și Mani Neumann, cu această ocazie fiind cântate melodiile „Pasărea Roc...k and Roll” (solist Ioji Kappl), „Sirena” și „Pasărea calandrinon” (solist Adrian Despot de la Vița de Vie), „Andrii Popa” și „Vremuri”.

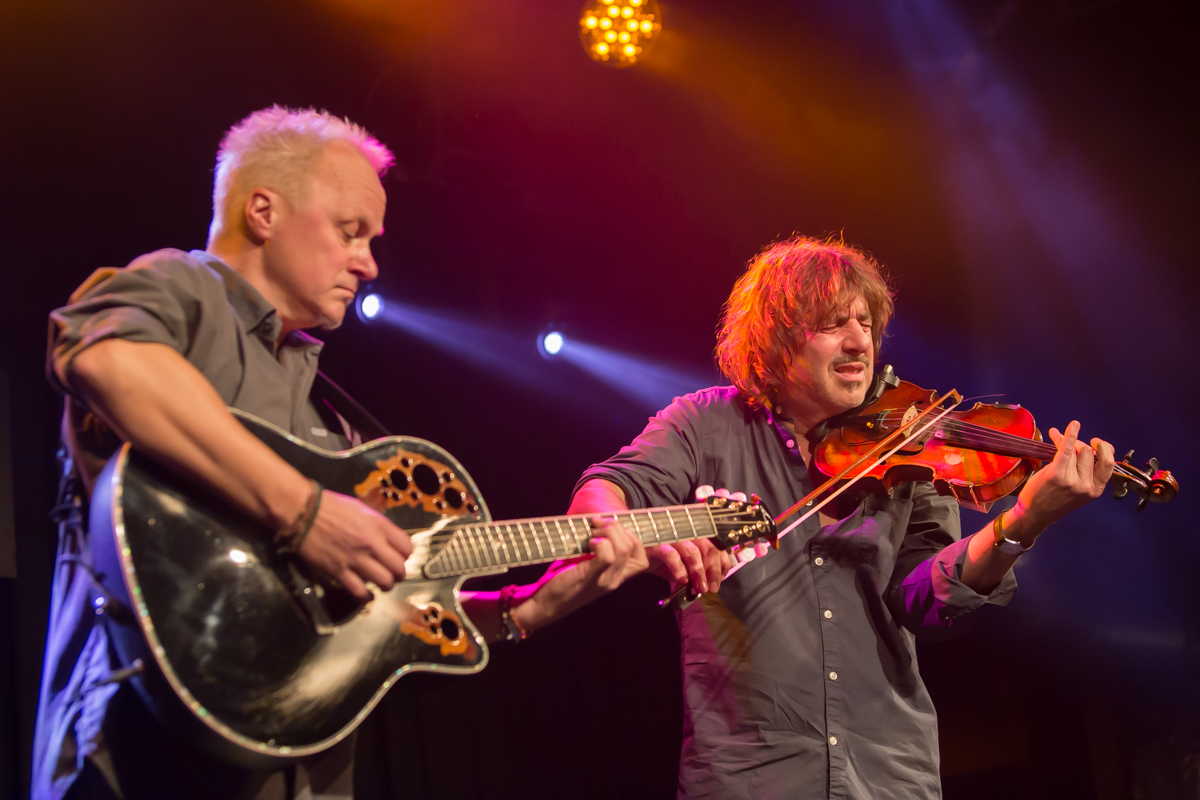
Farfarello (2013)

Formația Farfarello, cunoscută în primii ani ca Trio Farfarello, a fost înființată în 1982 în Germania de Vest de către chitaristul Ulli Brand și violonistul Mani Neumann (al doilea, membru Phoenix încă din 1979), împreună cu basistul Ecke Volk. De-a lungul istoriei sale, grupul german a susținut peste 5.000 de concerte în întreaga lume și a realizat peste 20 de albume, între care unul destinat pieței muzicale din România – Pas cu pas (apărut în 2009). Farfarello deține în repertoriu multe piese care se regăsesc și în discografia Phoenix. În 2006, Mani Neumann declara: „Farfarello a avut mare succes la vremea respectivă, dar ei au fost, bineînțeles, influențați de muzica grupului Phoenix”. Astfel, pe albumul Farfarello Geschichte 1984–1986 apar piesele: „Jovano” (corespunzător lui „Iovano; Iovanke”) și „Die Lerche” („Ciocârlia”). Piesa „Der Gallier”, o prelucrare instrumentală a melodiei „Norocul inorogului”, apare pe albumele In Concert – Ich Fühle (1997) și Traumzeit (2002), iar „Balada” se găsește pe albumele Farfarello und Freunde Live 98 și Farfarello Classics, pe ultimul împreună cu „Sylvanna” („Strunga”). „Walpurgisnacht” de pe albumul In Concert – Ich Fühle reprezintă soloul pe care Mani l-a prestat cu succes în concerte, în timpul piesei „Negru Vodă”. „Jovano”, într-o altă versiune (cu acordeon), apare pe discul Glück! (2010). De asemenea, pe aproape toate albumele Farfarello se regăsesc teme din compoziții Phoenix, existând de altfel două piese care se numesc „Moldau” și „București” (ultima cu teme din „Orient Express”). Pe albumul Live It (1994) este creditat și Nicu Covaci, iar Ioji Kappl a colaborat de multe ori cu Farfarello. Pe de altă parte, chitaristul Ulli Brand a colaborat cu Phoenix pe albumul SymPhoenix/Timișoara (1992).
În anul 1999, în absența tuturor componenților din „formula de aur” șaptezecistă, Nicu Covaci reface Phoenix-ul prin cooptarea lui Tavi Colen (solist vocal) și Alin Oprea (chitară solo și voce), la acea vreme membri ai formației pop rock Talisman. Cu cei doi integrați în Phoenix, sunt înregistrate piese mai noi și mai vechi, fiind produse maxi-single-ul Ora-hora (1999) și albumul În umbra marelui urs (2000, reeditat în 2003 cu titlul corect În umbra marelui U.R.S.S.). Tot acum, se filmează materialul casetei video Ora-hora. Ca urmare a acestei colaborări, două piese Phoenix intră în repertoriul grupului Talisman: „Numai una” și „Nunta”. Chitaristul Cristi Gram și bateristul Ionuț Micu au activat în Talisman, înainte de a fi deveni membri deplini Phoenix (primul în 2004, al doilea în 2012). Cristi Gram lansează în 21 noiembrie 2009, la Sala Radio din Capitală, primul său material solo – discul instrumental State of Mind, imprimat împreună cu Iulian Vrabete (bas) și Ionuț Micu (baterie). În februarie 2012, chitaristul din Phoenix pune bazele unui nou proiect muzical în zona rock-ului și a metalului progresiv: Awake – o trupă tribut Dream Theater, dar care are și compoziții proprii.
Ovidiu Lipan Țăndărică, unul din cei mai cunoscuți și virtuozi toboșari din muzica românească, a avut o bogată activitate artistică și în afara contextului Phoenix. Înființează proiectul rock Lipan Connection, prin intermediul căruia colaborează, între alții, cu Dzidek Marcinkiewicz și Mani Neumann. Sub titulatura Lipan Connection apar câteva materiale discografice: maxi-single-ul Waiting for You (1992), CD-ul single Excalibur (1997) și o compilație ce sintetizează activitatea proiectului – Transilvania (editată de către Electrecord în 1998). În 2006, Țăndărică lansează un disc cu muzică instrumentală intitulat La Passion, pe care se găsește „The Girl in Green”, o prelucrare după celebra „Ochii negri, ochi de țigan” (sau „Fată verde”). Florin (Moni) Bordeianu, primul solist vocal al Phoenix-ului, realizează în nume propriu un single editat pe vinil de 7" (17 cm) și intitulat She Is an Angel (from Outer Space). Apărut în anul 1984, în Germania de Vest și Franța, conține piesa omonimă și „Backstage Girl”, compuse de Bordeianu și Kappl. Imediat după Revoluția din 1989, Bordeianu înregistrează împreună cu Erlend Krauser melodia „Păsări albe”, dedicată evenimentelor de atunci. Alt solist al Phoenix-ului, Bogdan Bradu, de formație tenor, a cochetat cu muzica rock încă din anii '80, cântând în grupul underground bucureștean Acid. În 2003, chiar în perioada în care începe colaborarea cu Phoenix, lansează albumul Străin pe pământ ce reunește opt compoziții proprii. Bogdan Bradu este înlocuit la microfonul trupei Phoenix de către Costin Adam, care vine împreună cu chitaristul Dan Albu. Cei doi sunt colegi în formația heavy metal NeXuS, pe care au înființat-o încă din 2003, împreună cu bateristul Adrian Rugină. După intrarea în Phoenix, NeXuS devine un proiect secundar pentru Adam.
Phoenix Recover Band – constituită în anul 2011 la București – a reprezentat prima formație tribut Phoenix. Aceasta s-a închegat în jurul lui Bogdan Munteniță, solist originar din Brăila, descoperit de Nicu Covaci. Bogdan Munteniță a avut prima colaborare cu Phoenix în 2009, odată cu premiera spectacolului Sinteza Rapsodia—Anotimpurile de la Sala Palatului, unde a fost invitat să cânte „Colindul casei” și „Măi tătare!”. Colaborarea a continuat și în anii următori, în paralel solistul înființând Phoenix Recover Band, împreună cu Alin Farcaș – chitară, Mircea Munteniță (fratele său) – bas și Ionuț Micu – tobe. Deși pornită cu statut de trupă tribut, Phoenix Recover Band a susținut câteva concerte împreună cu Nicu Covaci și a participat la jubileul de la Ateneul Român. De asemenea, a înregistrat în studio melodiile „Pavel Chinezu”, „Anule, hanule” și „Măi tătare!”, ultima reprezentând o recuperare a unei piese ce se afla în repertoriul Phoenix al anilor '70, însă care nu fusese imprimată niciodată, fiind interzisă de autoritățile vremii. În ianuarie 2016, ca o continuare a acestui proiect tribut, a fost înființată formația RIT (Romanian Iconic Tales), cu Andrei Bălașa și, mai târziu, Victor Solomon la chitară (în locul lui Alin Farcaș). RIT abordează un rock în stil folcloric-arhaic. În 18 aprilie 2016, a fost publicat online un maxi-single cu piesele „Barbu Lăutaru”, „Colindul casei” și „Cântec pentru cel ce vede întâia oară soarele” (la ultima, fiind invitat Mircea Baniciu). În 13 decembrie 2018, a avut loc lansarea albumului Piaza rea, în cadrul unui concert desfășurat la Sala Auditorium din incinta Muzeului Național de Artă. CD-ul conține, între altele, „Cântec de fată”, în fapt prelucrarea folclorică „Măicuța”, aflată în stadiu de proiect în anii '80 însă ulterior abandonată de Covaci. În septembrie 2024, în memoria fostului lider Phoenix, RIT publică o variantă refăcută pentru „Cocoșii negri”, inedită fiind introducerea cu o strofă din piesa „Cei ce ne-au dat nume” de pe discul omonim, tăiată de cenzură.
De-a lungul timpului mai multe formații românești au preluat piese din repertoriul Phoenix. Între cele mai semnificative cover-uri se numără: „Nunta” (interpretat de Trooper și inclus pe discul În ziua a opta – 2016), „Strunga” (cântat de Narcis Tran-Korsar și prezent pe albumul Soldați de lut – 2017) sau „Pavel Chinezu, leat 1479” (înregistrat de trupa timișoreană de blues rock AXiS și publicat în aprilie 2021 ca dedicație pentru liderul Phoenix la împlinirea vârstei de 74 de ani).

## Componență

### Membri actuali

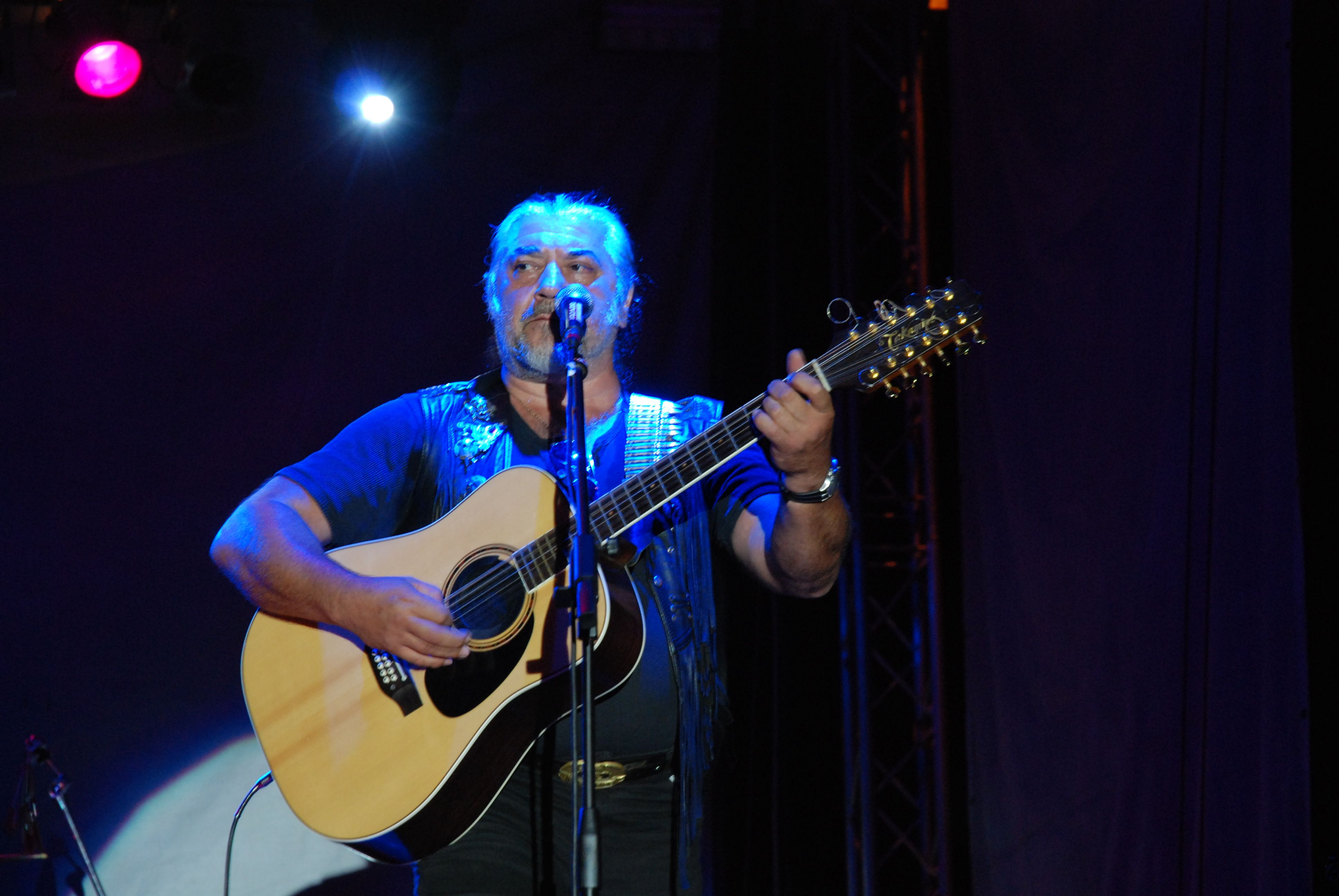
Nicu Covaci (2007)

- Cristian (Cristi) Gram – chitară, voce (2004–2014, 2015–prezent)
- Costin Adam – solist vocal, voce (2014–prezent)
- Flavius Hosu – baterie, percuție (2014–prezent)
- Vladimir (Vlady) Săteanu – chitară bas, voce (2016–prezent)
- Lavinia Săteanu – vioară (2017–prezent)

### Lista foștilor membri
Conform declarațiilor liderului Nicolae Covaci, peste 50 de muzicieni au activat în formație, de-a lungul istoriei sale:
„Adevărul este că prin Phoenix, în 50 de ani, au trecut mai mult de 50 de oameni. Nu toți rezistă. Eforturile și sacrificiile care se cer la Phoenix sunt așa de mari, încât unul rezistă jumătate de an, altul doi ani, altul patru, după care fiecare și-a pus palma-n fund și s-a dus. Dar iau și numele cu ei. «Vezi, eu vin de la Phoenix!» Au profitat și profită de numele «Phoenix», chiar dacă, în cele din urmă, n-au făcut față.”—Nicolae Covaci, 2014
Aceasta este lista completă cu muzicienii care au făcut parte din formația Phoenix, pentru perioade mai lungi sau mai scurte de timp. Lista a fost realizată de Alexandru Daneș, fiind inclusă în cartea Phoenix: Giudecata înțelepților (Editura Integral, 2014, anexa 1, paginile 355–357), iar apoi, opt ani mai târziu, fiind republicată cu mici modificări în cartea Phoenix 60 în interviuri (Editura Integral, 2022, paginile 275–277).
| - Nicolae (Nicu) Covaci(u) – lider, chitară, solist vocal, voce, blockflöte (1962–2024) - Béla Kamocsa – chitară bas, voce, baterie (1962–1970) - Adi Pavlovici – chitară, voce (1962–1963) - Doru Creșneac – chitară (1962–1963) - Miti Cîmpan – pian (1962–1964) - Florin (Moni) Bordeianu – solist vocal, voce, baterie (1962–1970, 1977–1978, 2007–2009) - Claudiu Rotaru – chitară, voce (1963–1969) - Ioan (Pilu) Ștefanovici – baterie (1963–1967, 1968–1969) - Günther (Spitzy) Reininger – pian, sintetizator, claviaturi, percuție, voce, solist vocal (1967–1971, 1974–1976) - Dorel Vintilă Zaharia – baterie (1967–1968, 1969–1971, 2012) - Florin Dumitru – baterie (1968) - Gigi Strâmbeanu – solist vocal (1970) - Eugen Gondi – baterie, percuție (1970, 1975) - Zoltán (Zoli) Kovács – chitară bas (1970–1971) - Liviu Butoi – oboi, flaut (1970–1971) - Cornel Liuba (Țulă) – baterie (1971–1972, 1976–1977) - Mircea Baniciu – solist vocal, voce, chitară, tamburină (1970–1977, 1990–1992, 1997–1998, 2001–2007) - Josef (Ioji) Kappl – chitară bas, voce, vioară, blockflöte, solist vocal (1971–1978, 1987–1989, 1991, 1994–1998, 2001–2008) - Valeriu Sepi – percuție (1971–1974) - Costin Petrescu – baterie, percuție (1972–1975, 1990) - Ștefan Bartha – chitară bas (1973) - Ovidiu Lipan (Țăndărică) – baterie, percuție (1975–1976, 1977–1978, 1980–1981, 1988–1998, 2001–2012) - Erlend Krauser – chitară, vioară (1976–1978, 1988) - Tavi Ștefănescu – chitară (1977) - Alex Polgar – claviaturi (1977–1978) - Christoph Bank – chitară bas (1978) - Bubi Dobrozemsky – violoncel, voce (1978–1981) - Ulli Heidelberg – chitară, vioară, voce (1978–1980) | - Ivan Kopilović – voce (1978–1981) - Manfred (Mani) Neumann – vioară, blockflöte (1979–1981, 1988–2008) - Meinolf Bauschulte – baterie, voce (1979–1980) - Tom Buggie – chitară bas (1980–1981) - Sabin Dumbrăveanu – violoncel (1980–1981) - Dzidek Marcinkiewicz – claviaturi, chitară bas, voce (1980–1999 cu întreruperi, 2008–2018) - Dietrich (Dixie) Krauser – chitară bas (1987–1988, 1991) - Anca Vijan Graterol – chitară, voce (198?, 1991) - Ortansa Păun – voce (1991) - Volker Vaessen – chitară bas (1992–1993, 1999–2000, 2008–2016) - Dragoș Bădoi – solist vocal (1992–1994) - Toni Putrino – solist vocal (1992) - Iulian (Mugurel) Vrabete – chitară bas (1994, 2011) - Viorel Năstase – voce (1998) - Lucian (Clopo) Cioargă – baterie (1999–2000) - Tavi Colen – solist vocal, voce (1999–2000, 2007) - Alin Oprea – chitară, voce (1999–2000) - Joachim Dölker – baterie (2000) - Malcolm J. Lewis – solist vocal (2000) - Eugen Tegu – chitară bas (2001–2002) - Marius Bațu – chitară acustică, voce (2003–2004) - Bogdan Bradu – solist vocal, voce (2003–2004, 2007–2013) - Ionuț Contraș – voce, percuție (2005–2010) - Bogdan Munteniță – solist vocal (2009–2012 ocazional, invitat periodic din 2012) - Cristina Kiseleff – vioară (2012–2014) - Ionuț (John) Micu – baterie, percuție (2012–2014) - Mircea Munteniță – chitară bas (2013–2016 ocazional) - Dan Albu – chitară, voce (2014) - Sergiu Corbu Boldor – vioară, blockflöte, voce (2014) - Andrei Cerbu – chitară (2014–2015) - Marc Alexandru Ținț – chitară (2014–2015) - Roxana Zanga – baterie (2015–2016) |

### Imagini cu membrii Phoenix

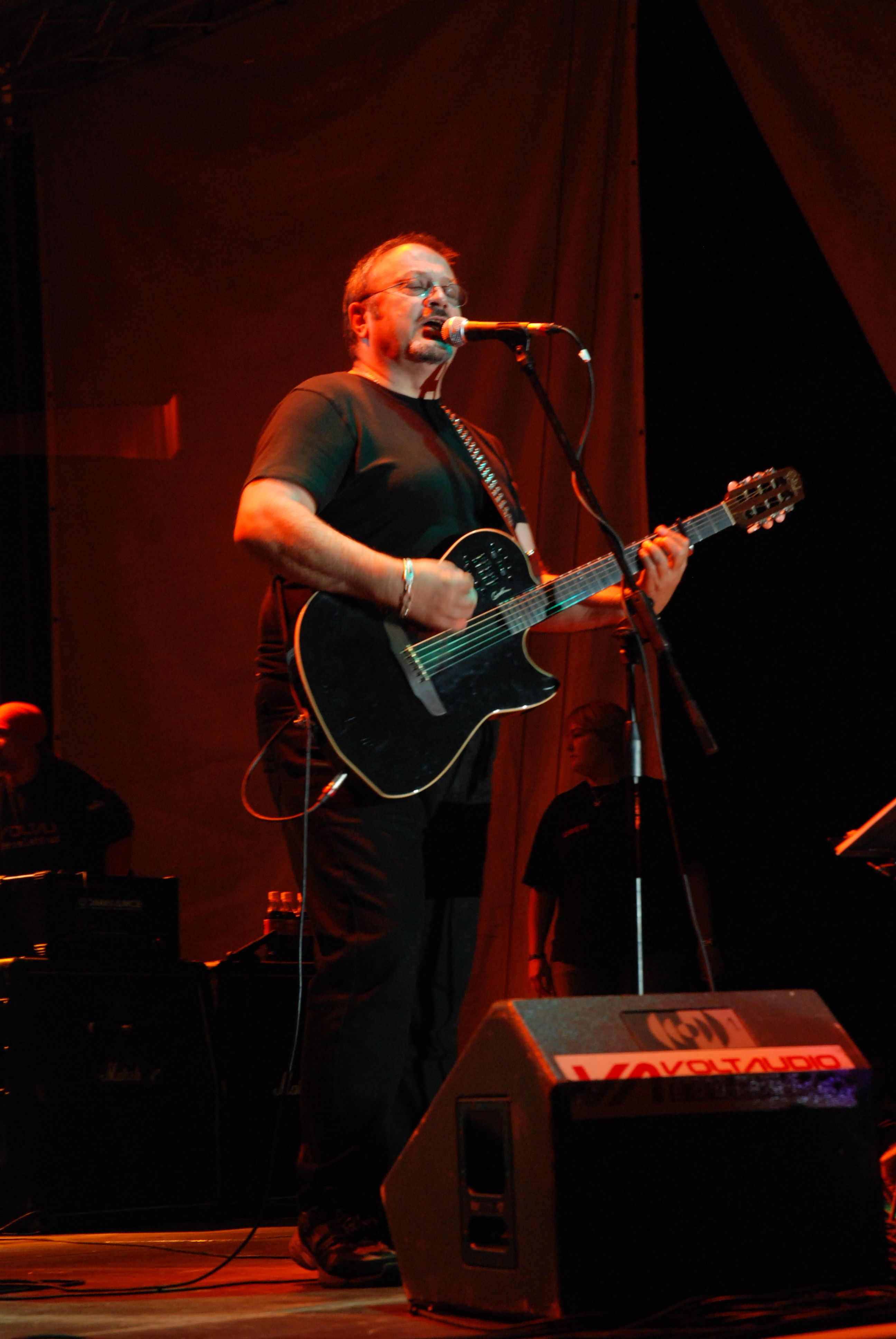
Mircea Baniciu (2007)
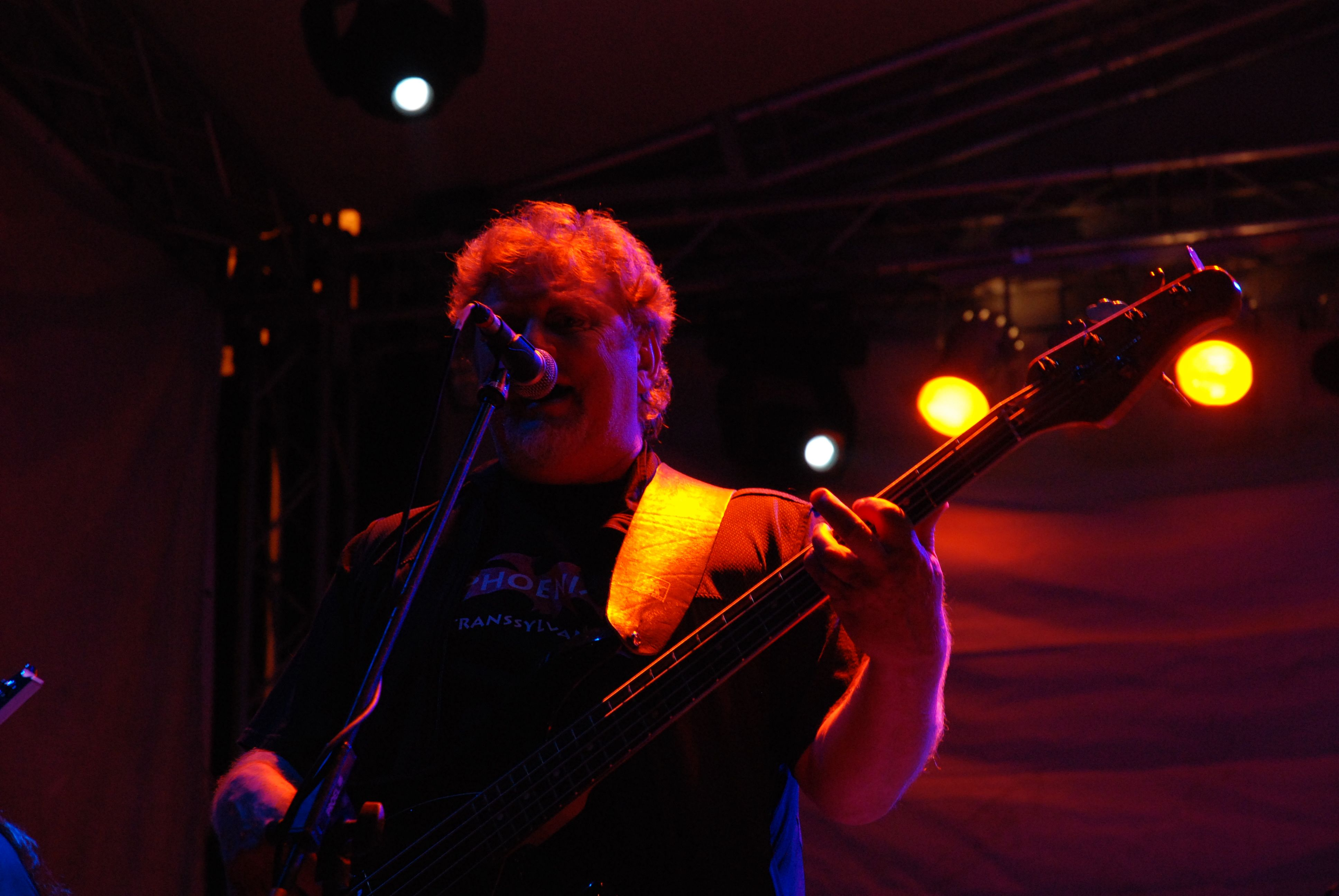
Josef Kappl (2007)
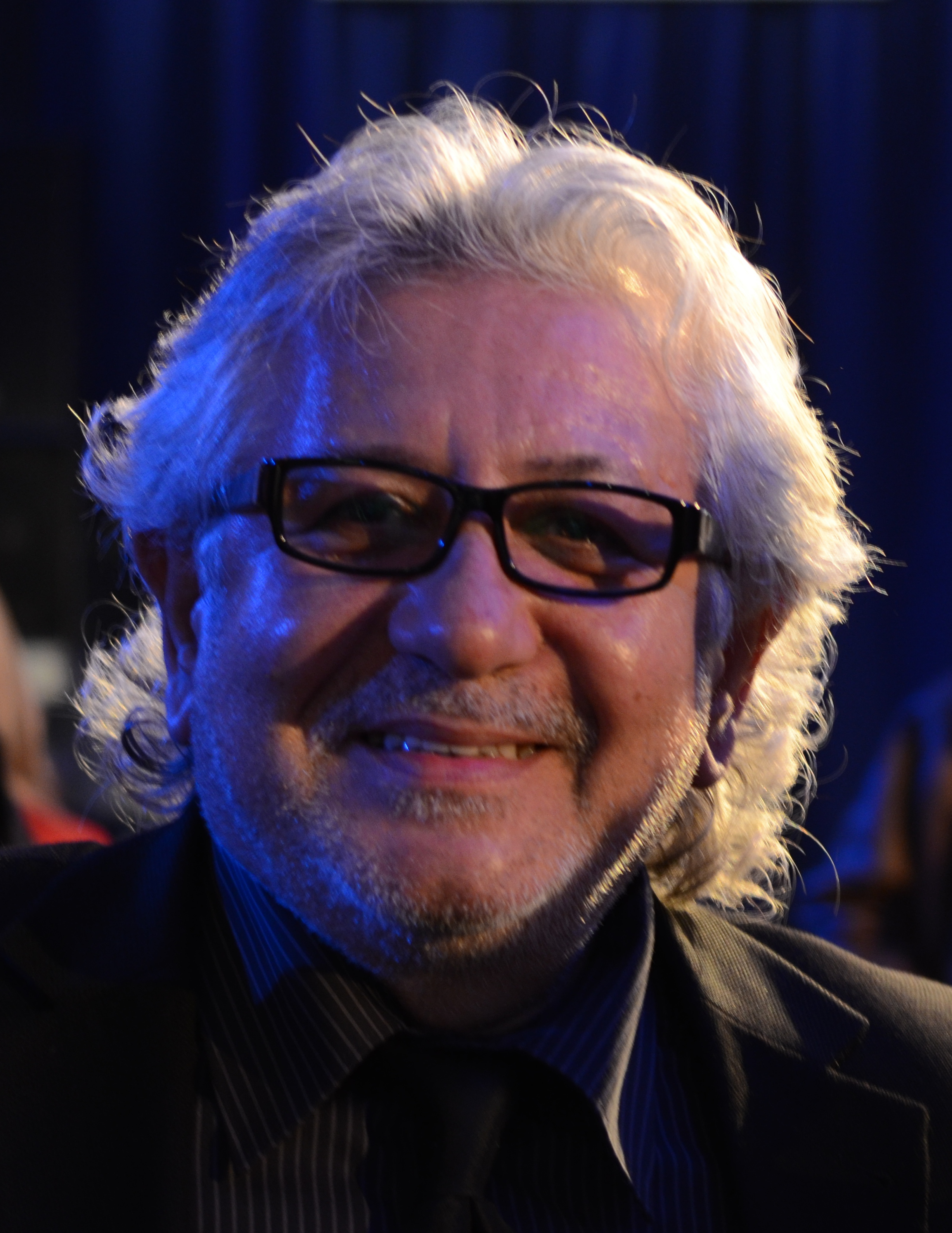
Ovidiu Lipan (2012)
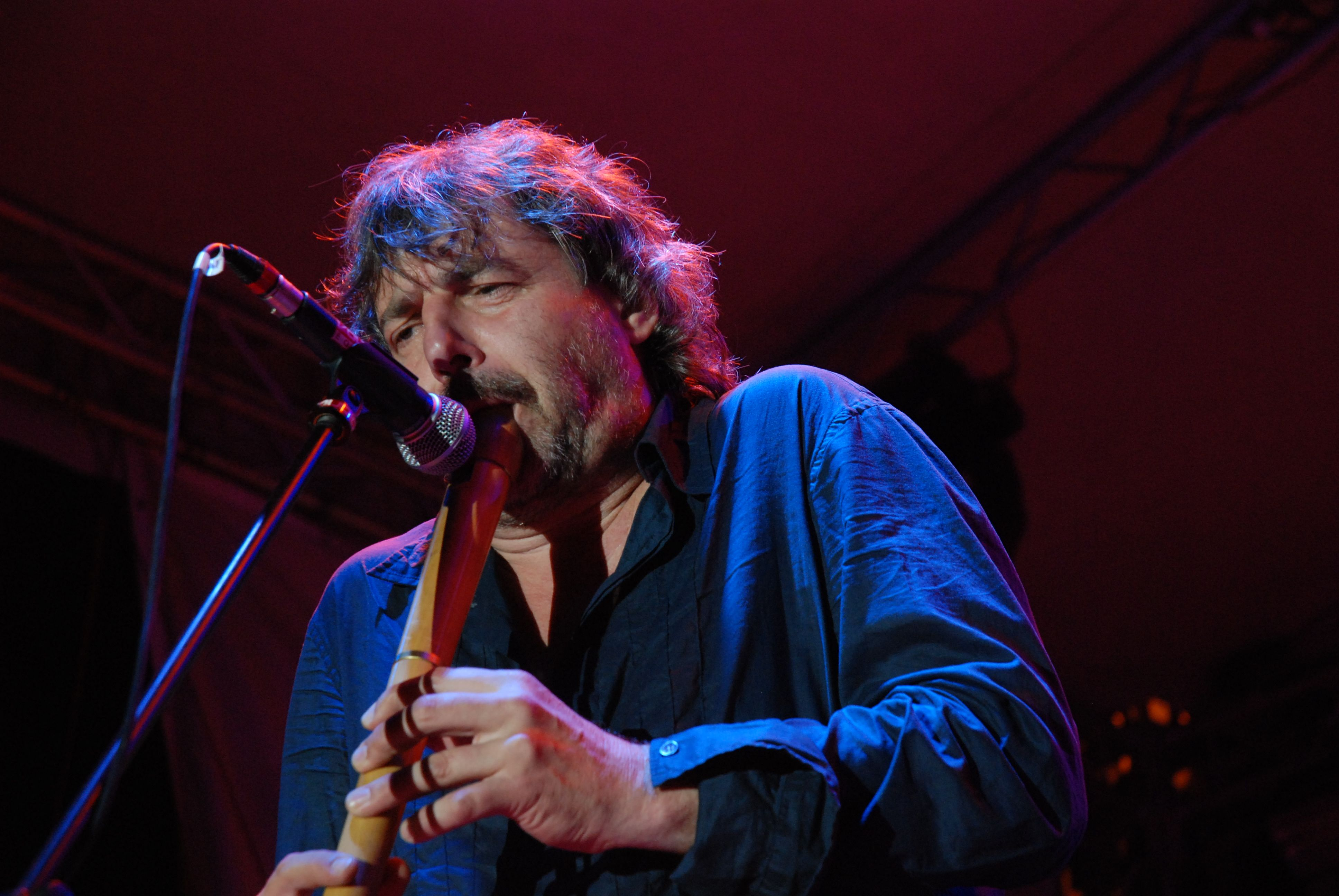
Mani Neumann (2007)
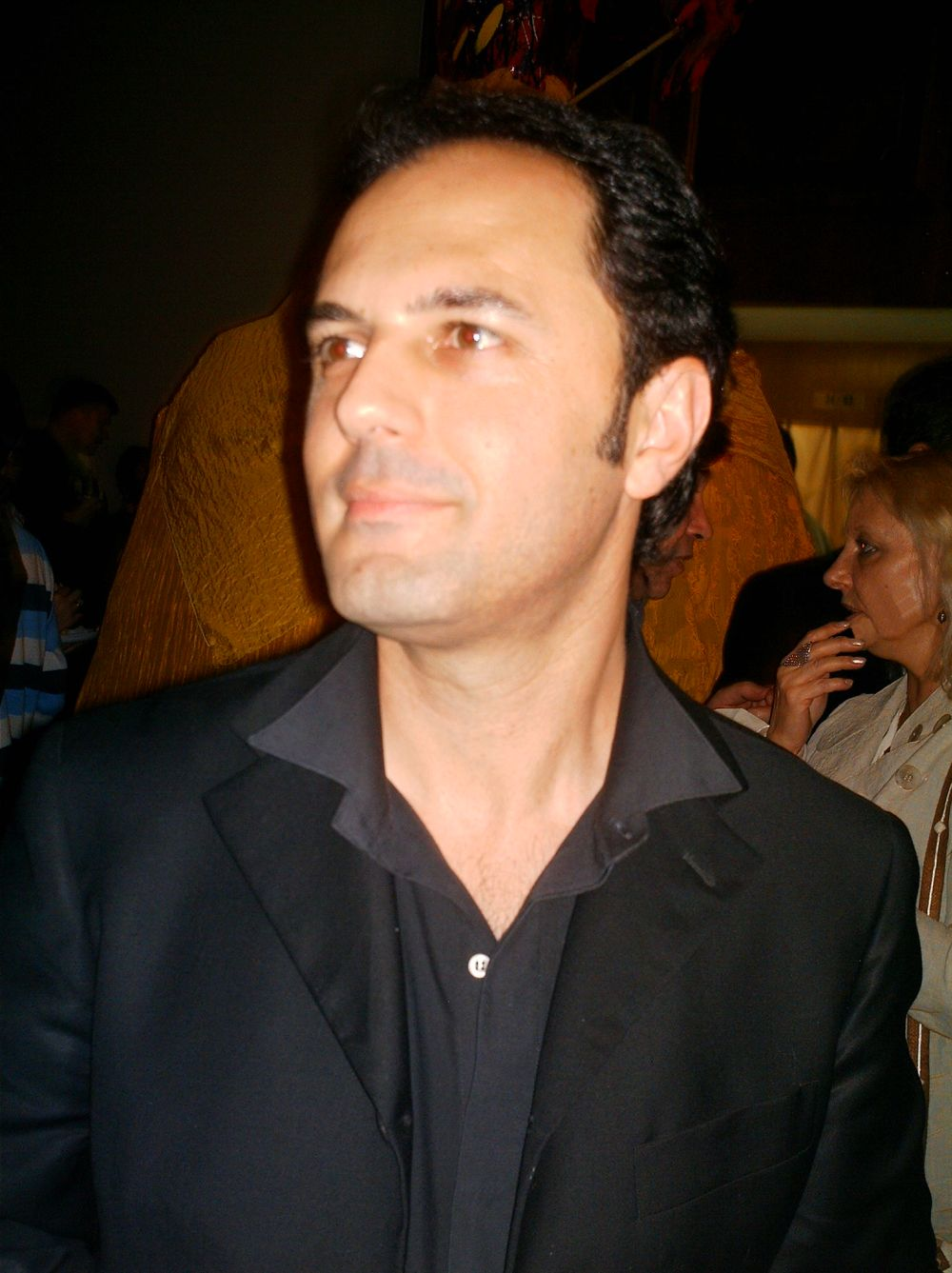
Bogdan Bradu (2007)
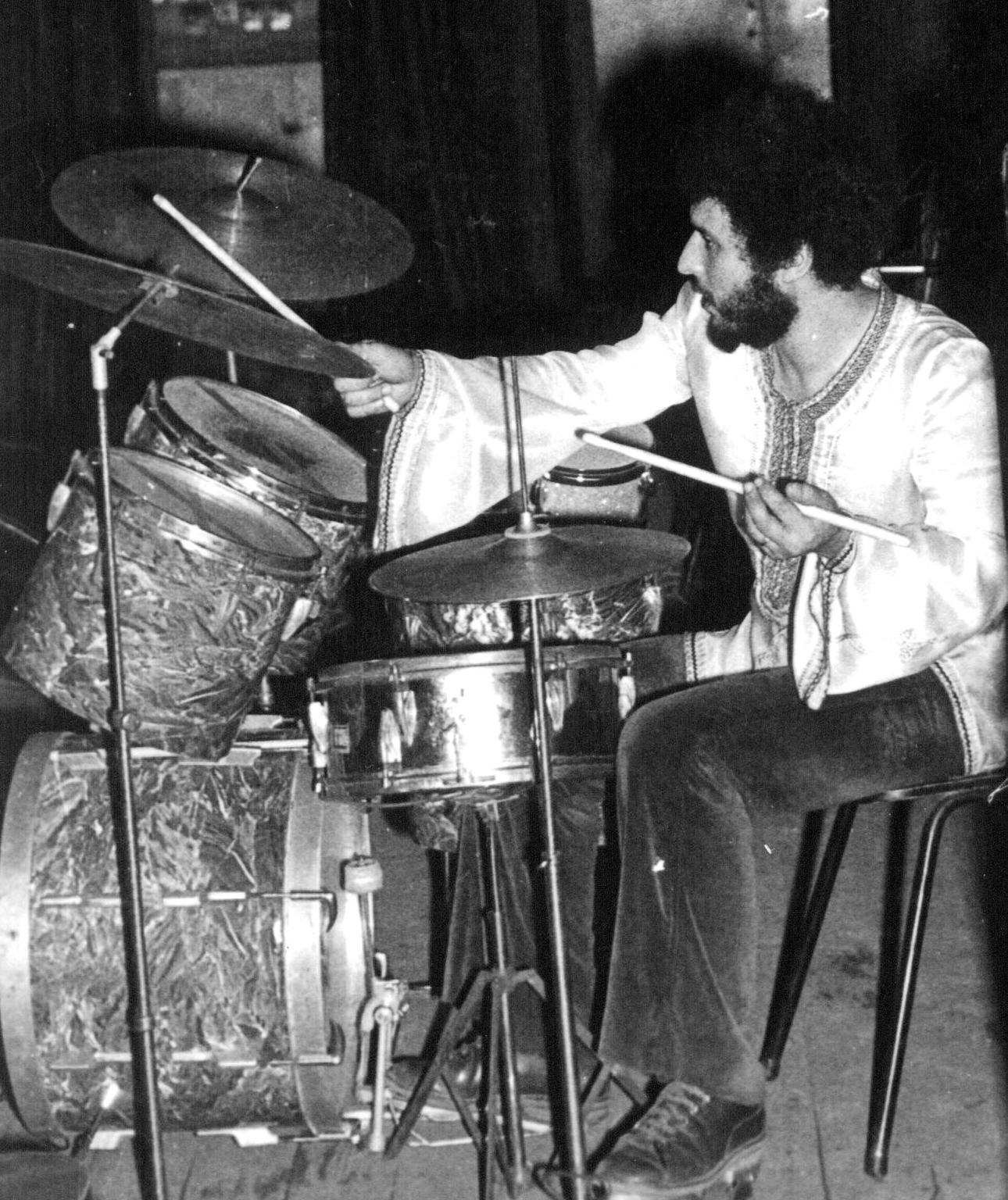
Costin Petrescu (1973)
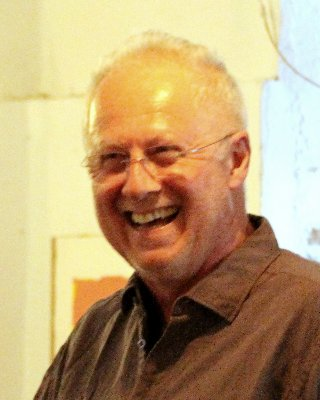
Erlend Krauser (2018)
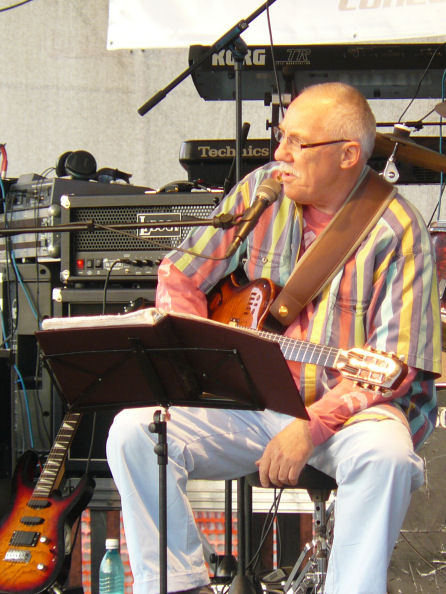
Béla Kamocsa (2009)
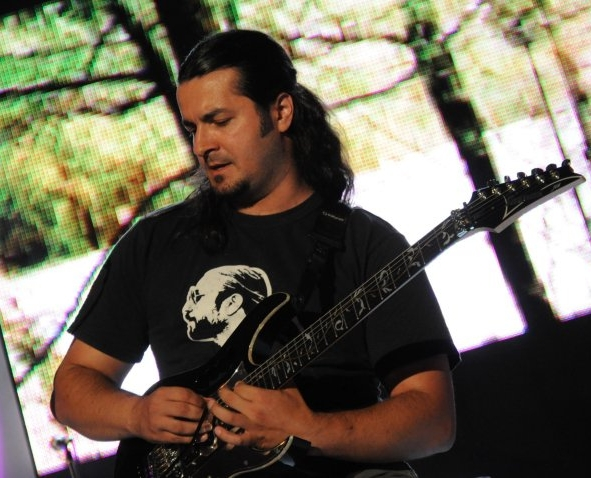
Cristi Gram (2010)
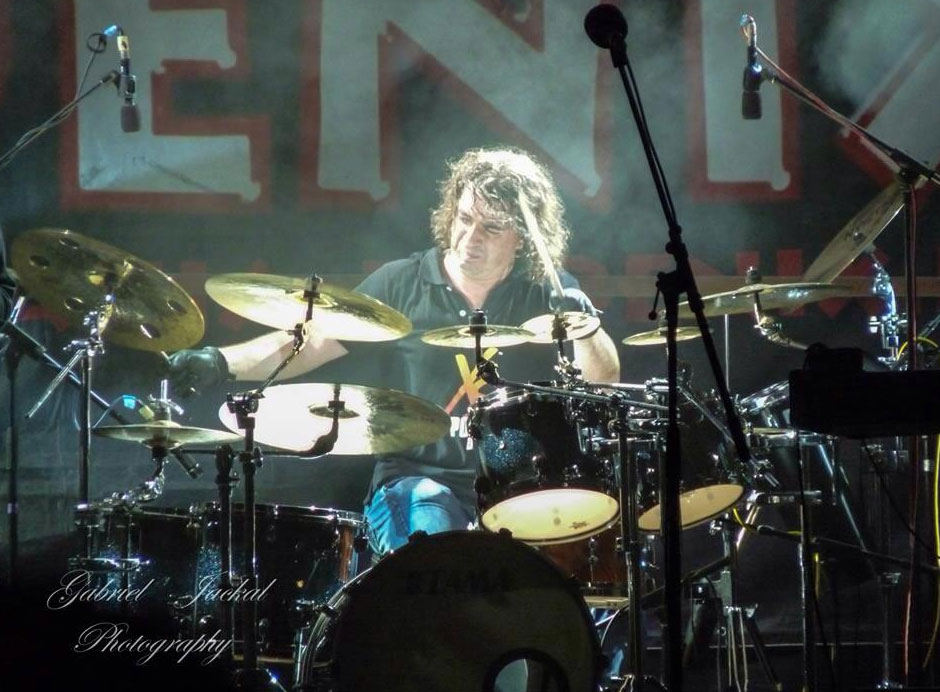
Ionuț Micu (2013)
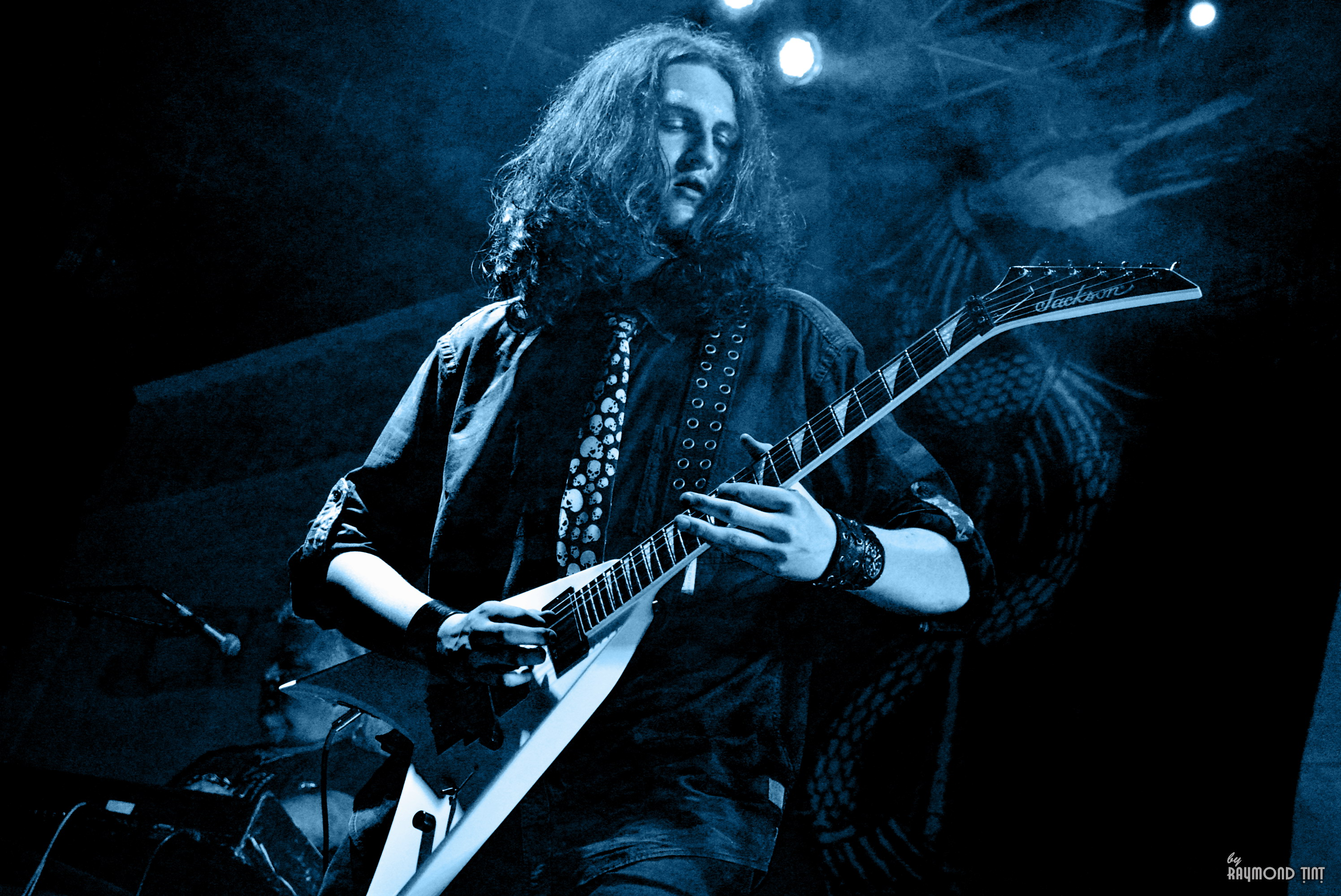
Marc Alexandru Ținț (2015)
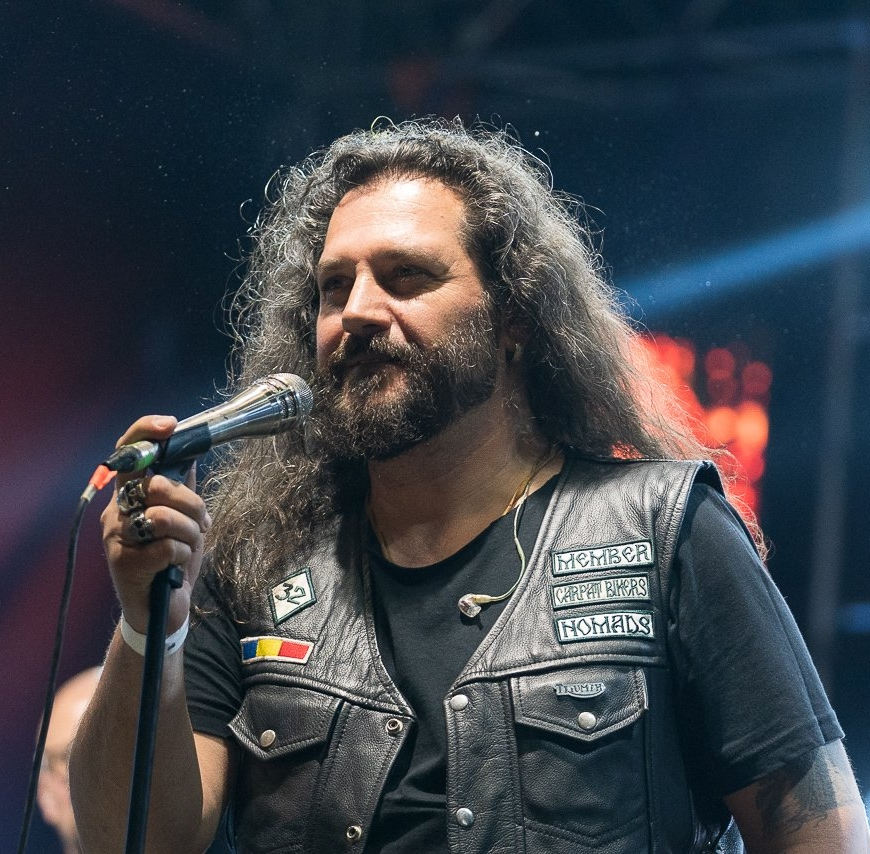
Costin Adam (2021)
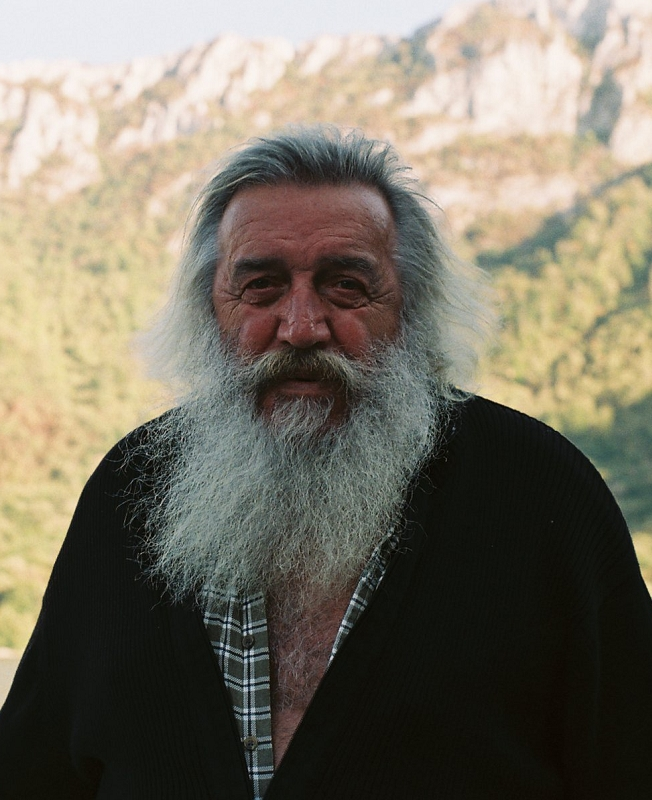
Valeriu Sepi (2019)
Moni Bordeianu (1969)
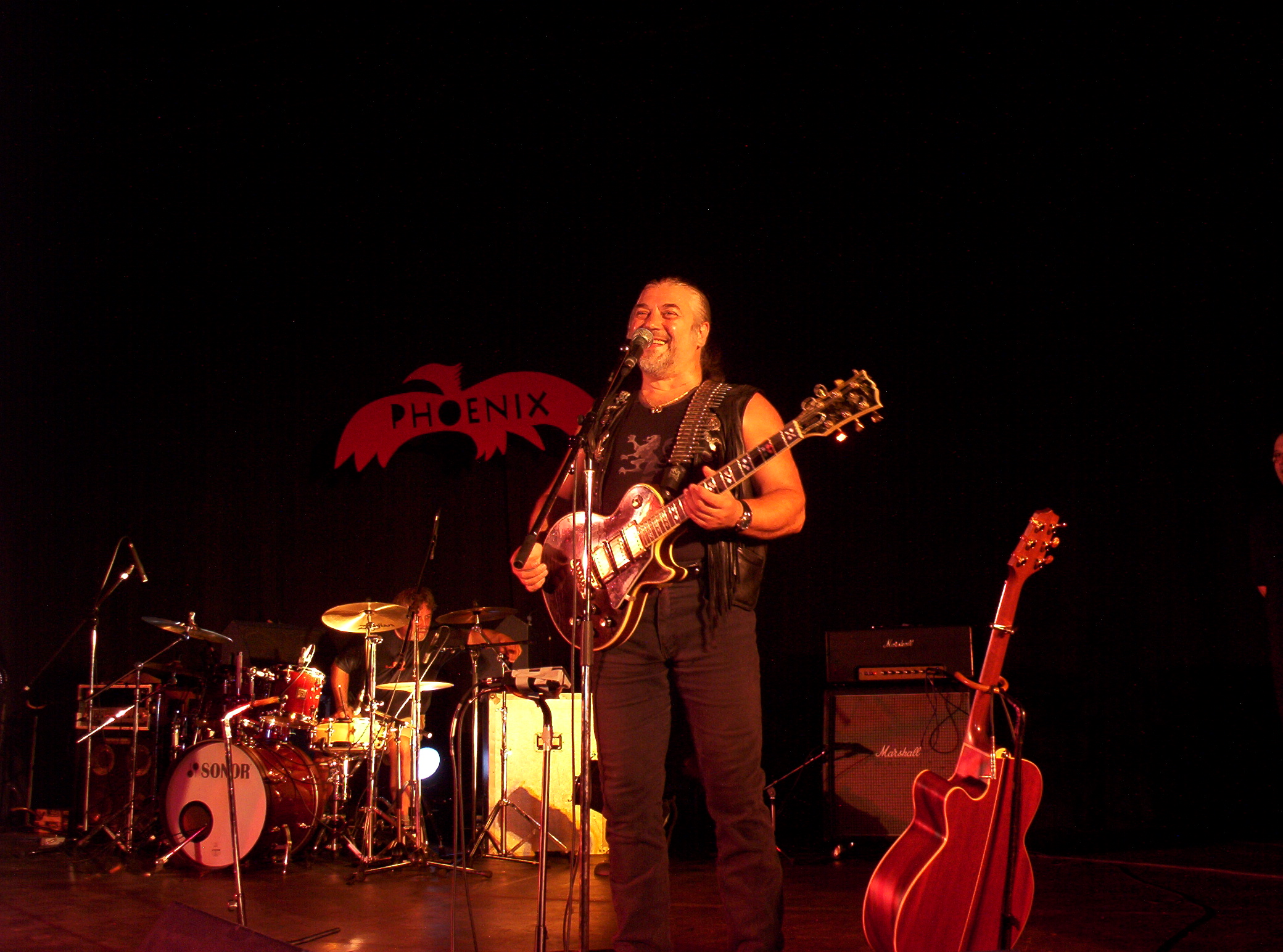
Nicu Covaci (2005)

### Colaboratori
La înregistrarea materialelor discografice Phoenix au colaborat următorii muzicieni (ce nu au fost niciodată membri Phoenix): Florian Pittiș – recitator (1975); Sorin Tudoran – chitară (1990); Herb Quick – percuție (1990); Ulli Brand (de la Farfarello) – chitară acustică (1992); Adrian Petrescu – oboi (1992); Orchestra Filarmonică Radio București, Corul „Song” (dirijor Ioan Luchian Mihalea) și „Grupul de popi” (1992); S. Dankelmann – chitară (2000); Frank Tienemann – chitară (2000); V. Hildermann – chitară bas (2000); C. Brylankowski – claviaturi (2000); Berti Barbera – percuție (2005); Silviu Sanda – chitară bas (2008); Bobby Stoica – claviaturi, chitară bas (2008); Flavius Teodosiu – saxofon (2008); Aurelian Dincă (Balaurul) – chitară (2014).

## Discografie
- Vremuri (EP, vinil 7", 1968)
- Totuși sînt ca voi (sau Floarea stîncilor) (EP, vinil 7", 1969)
- Cei ce ne-au dat nume (album de studio, vinil 12", 1972) (reeditat pe CD în 1999)
- Meșterul Manole (EP, vinil 7", 1973)
- Mugur de fluier (album de studio, vinil 12", 1974) (reeditat pe CD în 1999)
- Cantofabule (album de studio, 2 x vinil 12", 1975) (reeditat pe CD în 1996)
- Transsylvania (album de studio, vinil 12", MC, 1981) (reeditat pe CD în 2019)
- Ballade for You/The Lark (single, vinil 7", 1987)
- Tuareg/Mr. G's Promises (single, vinil 7", 1988)
- Tuareg (maxi-single, vinil 12", 1988)
- Ciocîrlia/Perestroika (single/promo, vinil 7", 1990)
- Remember Phoenix (compilație, vinil 12", 1991) (reeditat pe MC în 1995)
- SymPhoenix/Timișoara (album de studio, 2 x vinil 12", CD, MC, 1992)
- Evergreens (compilație, CD, 1995)
- Cantafabule – Bestiar (album de studio/reeditare, CD, MC, 1996)
- Aniversare 35 (album de studio/concert, CD, MC, 1997)
- Vremuri, anii 60... (album de restituiri, CD, MC, 1998)
- Ora-hora (maxi-single/promo, CD, 1999) (reeditat în 2000)
- În umbra marelui urs (album de studio, CD, MC, 2000) (reeditat în 2003)
- În umbra marelui U.R.S.S. (album de studio/reeditare, CD, MC, 2003)
- Empire of Vampires (compilație/promo, CD, 2004)
- Go West (compilație/promo, CD, 2005)
- Baba Novak (album de studio, CD, MC, 2005)
- 45 ani de muzichie (compilație/promo, CD, 2007)
- Back to the Future... (cu Mony Bordeianu) (album de studio, CD, 2008) (reeditat în 2009)
- Muzică de colecție, Vol. 68 – Phoenix (compilație, CD, 2008)
- 50 ani: Best of Phoenix 1962–2012 (compilație, vinil 12", 2012)
- Phoenix International (compilație/promo, CD, 2013) (reeditat în 2019)
- Asgard (maxi-single/promo, CD, 2014)
- Vino, Țepeș! (maxi-single/promo, CD, 2014) (reeditat în 2017)
- Vino, Țepeș! (album de studio, CD, 2014)
- Eminescu, eternul Phoenix (compilație/promo, CD, 2018)
- The 80s (album de restituiri/promo, CD, 2019)

Albume video:
- Ora-hora (album video, VHS, 2000)
- Phoenix Tour 2006 – Baba Novak (video/promo, VCD, 2006)
- Live at Sala Palatului (album video, DVD, 2006)

Albume neoficiale:
- Formația „Phoenix” (compilație, MC, 1975)
- Phoenix 1 (compilație, MC, 1990)
- Phoenix 2 (compilație, MC, 1990)
- Cant of a Bule (album de studio/reeditare, CD, 1993)
- Pasărea Rock (compilație, MC, 1995)
- Phoenix vinil EP (EP/ediție limitată, vinil 7", 2000)
- Music Heritage – Phoenix (compilație, CD, 2002)

Proiecte needitate oficial:
- Omul 36/80
- Meșterul Manole
- Empire of Vampires
- Cantafabule remix (sau Cantafabule '98)
- In the Shadow of the Big Bear
- AnteMiorița
- Sinteza Rapsodia—Anotimpurile

Filme documentare:
- Integrala Phoenix (serie de Doru Ionescu, șapte episoade, 2002–2017)
- Phoenix: Povestea (lung metraj de Cristian Radu Nema, 2022)
- Phoenix. Har/Jar (lung metraj de Cornel Mihalache, 2022)

Vezi și:
- Indicele cântecelor de Phoenix
- Lista pieselor needitate ale formației Phoenix
- Muzică de film scrisă de formația Phoenix
- Lista filmărilor și videoclipurilor cu formația Phoenix